# Serbe
Cet article concerne la langue serbe. Pour le peuple serbe, voir Serbes.

Statut du serbe :
Pays où le serbe est langue officielle.
Pays où le serbe est une langue minoritaire reconnue.

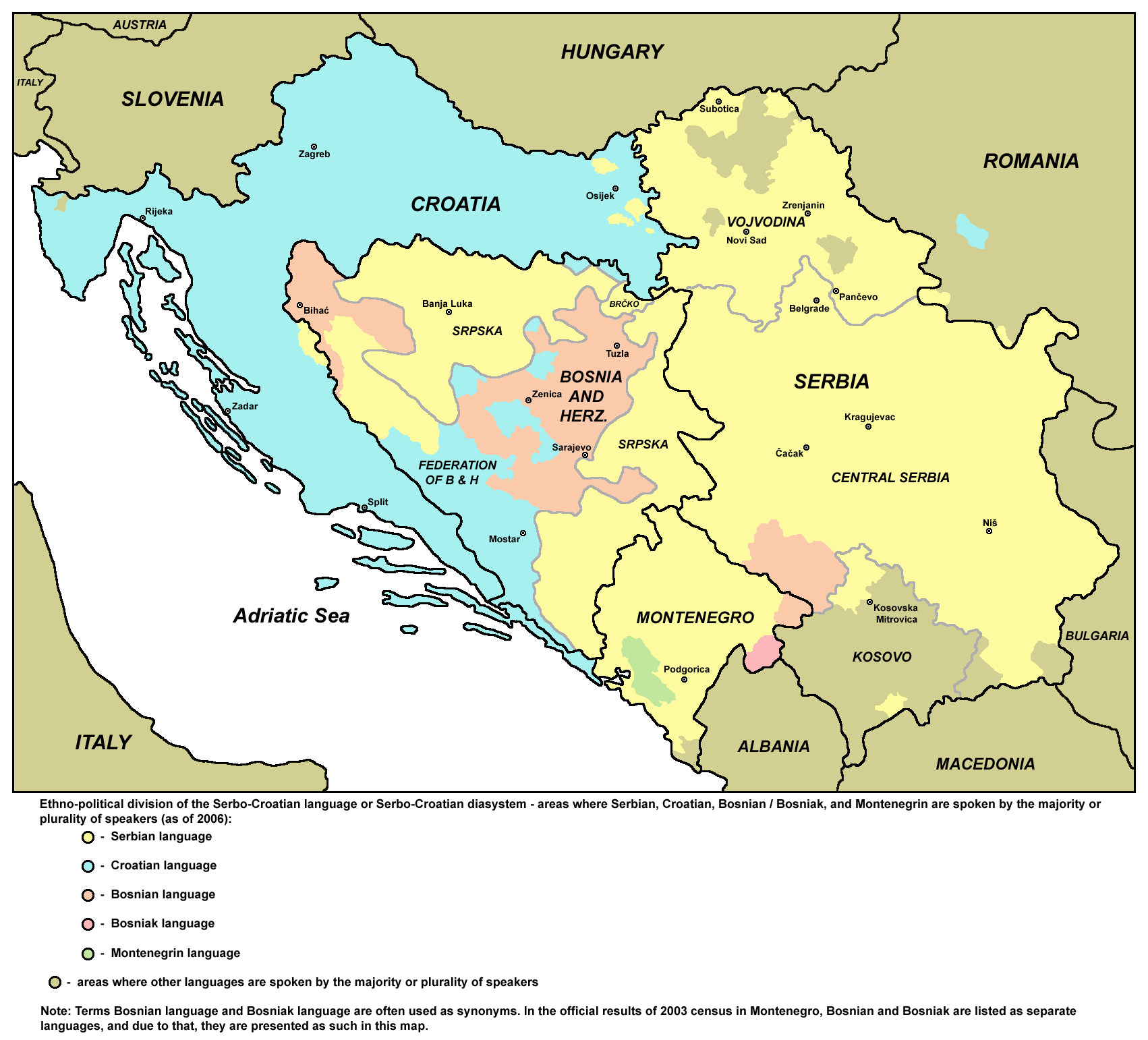
Extension du serbe (en jaune) sur le territoire de l’ancienne Yougoslavie (2006).

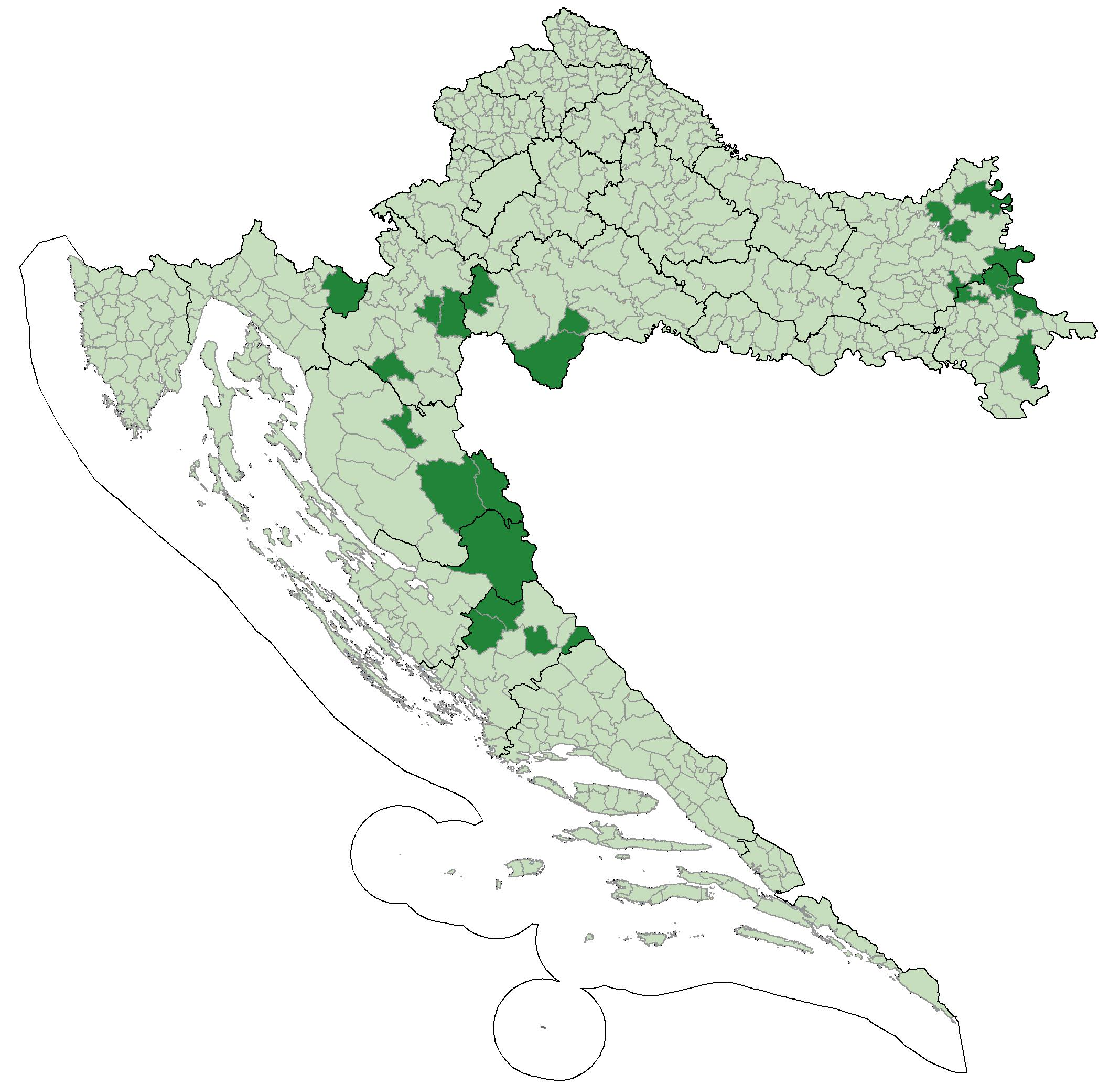
Zones de Croatie où le serbe est une langue minoritaire reconnue (en vert foncé).

Le serbe (en alphabet cyrillique serbe cрпски, en alphabet latin serbe : srpski, prononcé /sr̩̂pskiː/) est l’une des variétés standard, utilisée par les Serbes, de la langue serbo-croate, et désignée par certains linguistes « diasystème slave du centre-sud », štokavski jezik « langue chtokavienne », standardni novoštokavski « néochtokavien standard » ou BCMS (bosnien-croate-monténégrin-serbe).
Du point de vue de la sociolinguistique, c’est une langue standardisée pluricentrique commune aux Serbes, aux Croates, aux Bosniaques et aux Monténégrins, ayant pour base son dialecte chtokavien, ses autres variétés standard étant le croate, le bosnien et le monténégrin.
La standardisation du serbe actuel fut commencée par Vuk Stefanović Karadžić au début du XIXe siècle, partiellement en accord avec les lettrés Croates qui œuvraient à la standardisation de leur langue littéraire. Il en a résulté un standard peu différent de celui du croate, notamment par l’alphabet cyrillique réformé par Karadžić et son orthographe pratiquement phonémique. Cet alphabet a reçu son correspondant latin exact proposé par le Croate Ljudevit Gaj, adopté ultérieurement par le standard serbe à côté du cyrillique. Après la désintégration de la Yougoslavie, le serbe est devenu officiel avec l’appellation « langue serbe », et de sa norme s’occupent l’Institut de la langue serbe, ainsi que le Comité pour la standardisation de la langue serbe.
Le serbe est utilisé non seulement par les Serbes de Serbie, mais aussi par les minorités nationales serbes des pays voisins de la Serbie, ainsi que par les nombreux Serbes émigrés en Europe de l’Ouest, en Amérique du Nord et en Australie.

## Répartition géographique et statut
Le nombre de locuteurs de serbe est estimé entre 8  et   9 millions. Les données ci-dessous ne reflètent le nombre de locuteurs de serbe que si c’est explicitement mentionné, vu que la plupart des statistiques se réfèrent aux personnes d’ethnie serbe ou provenant de Serbie. Parmi ceux-ci on ne peut pas savoir combien parlent effectivement le serbe. On ne sait pas non plus, concernant les personnes résidant en dehors de la Serbie, combien s’y sont établies définitivement et combien y séjournent provisoirement. De plus, dans certains pays, les statistiques ne distinguent pas le serbe du serbo-croate.
La distribution de la population serbe dans le monde est la suivante :
| Pays               | Nombre de personnes | Statut des personnes                                                                    | Année |
| ------------------ | ------------------- | --------------------------------------------------------------------------------------- | ----- |
| Serbie             | 6 330 919           | de langue maternelle serbe                                                              | 2011  |
| Bosnie-Herzégovine | 1 264 526           | d’ethnie serbe                                                                          | 2015  |
| Monténégro         | 265 895             | de langue maternelle serbe                                                              | 2011  |
| Allemagne          | 155 306             | citoyens de Serbie inscrits au Registre central des étrangers                           | 2011  |
| Croatie            | 186 633             | d’ethnie serbe                                                                          | 2011  |
| Croatie            | 52 879              | de langue maternelle serbe                                                              | 2011  |
| Autriche           | 134 679             | nées en Serbie                                                                          | 2015  |
| États-Unis         | 70 260              | parlant serbe à la maison                                                               | 2013  |
| Australie          | 55 116              | parlant serbe à la maison                                                               | 2011  |
| Italie             | 31 342              | citoyens de Serbie                                                                      | 2022  |
| Canada             | 58 470              | de langue maternelle serbe                                                              | 2011  |
| Slovénie           | 38 964              | d’ethnie serbe                                                                          | 2002  |
| Macédoine du Nord  | 35 939              | d’ethnie serbe                                                                          | 2002  |
| Roumanie           | 20 377              | de langue maternelle serbe                                                              | 2011  |
| Hongrie            | 10 038              | d’ethnie serbe, de langue maternelle serbe ou parlant serbe en famille et avec les amis | 2011  |
| Slovaquie          | 698                 | d’ethnie serbe                                                                          | 2011  |

Le serbe est la langue officielle en Serbie, au Kosovo, en Bosnie-Herzégovine et au Monténégro. Il est également une langue minoritaire reconnue, c’est-à-dire officiellement utilisable (dans des conditions différentes de pays à pays), en Croatie, en Macédoine du Nord, en Roumanie, en Hongrie, en Slovaquie et en Tchéquie.

## Variétés régionales
Le serbe standard se fonde sur le dialecte chtokavien (štokavski) du diasystème slave du centre-sud, dialecte parlé dans la plus grande partie de la Serbie, ainsi que par les Serbes de Bosnie-Herzégovine et du Monténégro. Le même dialecte est parlé par la plupart des Croates, par les Bosniaques et par les Monténégrins.
Certains linguistes considèrent comme serbe un dialecte appelé torlakien (torlački), proche du bulgare et du macédonien, notamment par la perte de la déclinaison des noms et des adjectifs.
L’une des divisions du chtokavien est faite en trois groupes de dialectes, sur la base de la façon dont a évolué le son ĕ du vieux-slave transcrit par la lettre ѣ, appelée « yat ».
- Dans les dialectes ékaviens (ekavski), parlés dans le centre, l’est et le sud de la Serbie, le « yat » a donné e (prononcé « é »), par exemple dans les mots čovek « homme » (être humain) et reka « rivière ».
- Les dialectes (i)jékaviens [(i)jekavski], parlés dans l’ouest de la Serbie et dans sa région de Raška, au Monténégro et en Bosnie-Herzégovine, se caractérisent par l’évolution de « yat » en je (prononcé « yé ») dans certains mots (čovjek) et en ije (prononcé « iyé ») dans d’autres : rijeka.
- Pour les dialectes ikaviens (ikavski), c’est l’évolution de « yat » en i qui est spécifique (čovik, rika). Ils se limitent à quelques petites zones limitrophes de ceux qui présentent le même phénomène sur le territoire du croate.

Le torlakien est inclus dans une autre division du serbe, qui comprend cinq groupes de parlers: de Voïvodine-Šumadija, de Herzégovine de l’Est, de Zeta-Lovćen, de Kosovo-Resava et de Prizren-Timok. C’est ce dernier qui correspond au torlakien.
Le stardard admet les prononciations ékavienne et (i)jékavienne, ainsi que leur transcription, sans admettre la prononciation ikavienne, ni la variante torlakienne. La grande majorité des médias de masse serbes est ékavienne.

## Histoire externe
L’histoire du serbe est étroitement liée aux débuts et au développement de la littérature en cette langue.

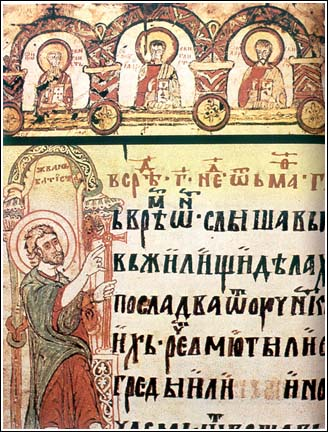
Évangile de Miroslav (XIIe siècle).

Les premiers documents pouvant être considérés comme de langue serbe sont écrits en alphabet cyrillique et datent des XIe – XIIe siècles. Le plus important est Miroslavljevo jevanđelje Évangile de Miroslav. Il y a deux processus qui commencent : d’un côté, la langue parlée évolue d’une façon spontanée et des dialectes prennent naissance, d’un autre côté, les lettrés s’ingénient à standardiser la langue. La langue littéraire serbe a en fait été sujette à plusieurs standardisations.

### Premières standardisations

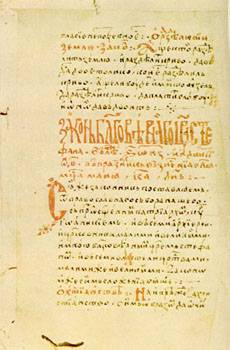
Code de Dušan.

La première standardisation a lieu au début du XIIIe siècle, sous le règne du premier roi serbe, Stefan Ier Nemanjić. Elle est effectuée par le frère du roi, Rastko Nemanjić (plus connu sous le nom de Saint Sava, fondateur de l’église orthodoxe serbe autocéphale), autour de l’année 1220. À cette époque-là, la langue serbe écrite commence à s’éloigner du slavon d'église utilisé jusqu’alors, reflétant les modifications phonétiques qui s’étaient produites par rapport à cette langue. La variété ainsi créée est appelée langue slavo-serbe, notée en écriture nommée de Raška. Du point de vue langagier, l’ouvrage le plus significatif de Saint Sava est le Karejski tipik (le Typikon de Karyès). Dušanov zakonik (le Code de Dušan), écrit dans les années 1349-1354, utilise la même langue.
La réforme linguistique suivante se produit sous le règne de Stefan Lazarević, autour de l’année 1400. Elle est effectuée au monastère de Manasija située au bord de la rivière Resava, sous la direction du lettré bulgare Constantin le Philosophe. La réforme de l’école de Resava est archaïsante et influencée par le grec. En fait, elle rapproche le standard serbe du standard bulgare. Des œuvres parues dans cette variété de langue sont, par exemple, Slovo Ljubve (la Parole de l’amour) (1409) de Stefan Lazarević et Žitija despota Stefana Lazarevića (Vie du despote Stefan Lazarević) (1433) de Constantin le Philosophe.
Entre les XVIe et XVIIIe siècles, époque la plus dure de la domination ottomane, la littérature serbe décline considérablement. Le seul vestige remarquable de la culture serbe médiévale survit au monastère de Beočin, grâce aux moines copistes de manuscrits qui s’y réfugient pour échapper aux Turcs, en venant du monastère de Rača. Parmi eux se distingue Gavril Stefanović Venclović (1680-1749), caractérisé par un curieux bilinguisme. En effet, il écrit les livres religieux selon les normes de l’école de Resava, mais ses sermons dans la langue du peuple.
Entre 1680 et 1690, un grand nombre de Serbes se réfugient de la Serbie sous domination turque dans l’empire d'Autriche, surtout dans le Banat, sous la direction du patriarche Arsenije III Čarnojević (en serbe actuel Crnojević). Les Autrichiens essayent de convertir les Serbes au catholicisme et en même temps de leur imposer une langue slave du sud unitaire, basée sur le croate s’épanouissant à l’époque en Dalmatie, en Bosnie et en Slavonie. Ils essayent aussi de remplacer l’écriture cyrillique utilisée dans les écoles des Serbes par l’écriture en alphabet latin. Ces tentatives sont perçues par les Serbes comme des atteintes à leur identité religieuse et nationale, et le clergé serbe demande l’aide du tsar Pierre Ier de Russie, qui leur envoie des livres et des maîtres d’école. Pensant, de façon erronée, que la variante russe du slavon est plus ancienne que la variante serbe de la même langue, le clergé adopte la première. Celle-ci continue à être la langue liturgique de l’église orthodoxe serbe au XXIe siècle. Influencée par la langue liturgique, une langue littéraire artificielle est créée au début du XVIIIe siècle, le slavo-serbe, qui est un mélange d’éléments des parlers de Voïvodine, de la variante russe du slavon et de la langue russe.

### Réforme de Vuk Karadžić
Dans la première moitié du XIXe siècle, avec l’aide de philologues éminents de l’époque, tels les frères Grimm, et du pouvoir autrichien (représenté par le linguiste slovène Jernej Kopitar), Vuk Stefanović Karadžić entreprend une réforme profonde du standard de la langue serbe. Il jette les bases de la langue littéraire serbe actuelle par son Dictionnaire serbe publié pour la première fois en 1818 (mais largement répandu seulement par son édition de 1852), sa traduction du Nouveau Testament et par d’autres ouvrages. La base de ce standard est le parler de Karadžić, chtokavien à prononciation ijékavienne de l’Herzégovine de l’Est, parlée également en Serbie du Sud-ouest.
Sous l’influence du romantisme d’Europe de l'Ouest, Karadžić recommande la poésie populaire pour modèle de la langue littéraire et rejette les normes russifiantes, qui ne correspondent pas au système phonémique et à la structure grammaticale du serbe. Dans le même temps, il simplifie l’orthographe le plus possible, en lui appliquant le principe phonologique.
La réforme de Karadžić est influencée par la littérature croate aussi. D’ailleurs, son activité est approximativement contemporaine de la standardisation du croate, effectuée toujours à partir du dialecte chtokavien à prononciation ijékavienne. Plus encore, il y a des mises en commun entre les élaborateurs des deux standards, par exemple par le biais de l’« Accord de Vienne » signé en 1850 par sept intellectuels croates et serbes (parmi lesquels Vuk Karadžić), à l’initiative du linguiste slovène Franc Miklošič.
Par la suite, la prononciation ékavienne de la bourgeoisie de Voïvodine et de Serbie est aussi incluse dans le standard, devenant prédominante mais n’excluant pas la prononciation ijékavienne. En 1868, le standard de Karadžić devient officiel en Serbie.

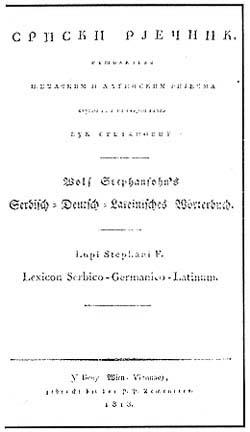
Le Dictionnaire serbe de Vuk Karadžić (1818).

### De la standardisation auXXIesiècle
À partir de la seconde moitié du XIXe siècle, le domaine linguistique interfère avec le domaine politique, la relation entre serbe et croate oscillant d’une époque à l’autre entre l’idée d’une langue unique et celle de deux langues à part, en fonction des événements historiques que leurs locuteurs traversent.
Au milieu du XIXe siècle, les Serbes commencent à utiliser l’alphabet latin croate à côté de l’alphabet cyrillique. Đura Daničić commence à rédiger dans cet alphabet légèrement modifié ce que sera le Dictionnaire de l’Académie yougoslave des sciences et des arts, achevé seulement dans les années 1970.
Le rapprochement entre serbe et croate continue après la Première Guerre mondiale, cette fois dans le cadre du royaume des Serbes, Croates et Slovènes, devenu plus tard le royaume de Yougoslavie, sous l’égide de la Serbie, pays vainqueur dans la guerre. L’idée de la langue serbo-croate est de plus en plus soutenue par les autorités de Belgrade.
Dans la Yougoslavie communiste d’après la Seconde Guerre mondiale, la promotion de la langue serbo-croate et les tentatives d’estomper les différences entre le serbe et le croate deviennent les composantes d’une politique linguistique officielle, ce qui ressort de l’« Accord de Novi Sad » de 1954, signé par vingt-cinq linguistes et écrivains, dix-huit serbes et sept croates. On y stipule que la langue commune des Serbes, des Croates, des Monténégrins et des Bosniaques est le serbo-croate, que l’on peut aussi appeler croato-serbe, ayant deux variétés littéraires, le serbe et le croate. Par le même accord, on décide de publier un dictionnaire commun.
Dans cette période, le serbe s’éloigne en partie de la langue devenue « rurale » de Karadžić. À la suite du procès d’urbanisation, il se répand ce qu’on appelle le « style de Belgrade ».
À la suite de la désintégration de la Yougoslavie, le serbe et le croate s’éloignent de nouveau l’un de l’autre. En serbe, cela se manifeste, par exemple, par la réapparition, dans la langue littéraire, de certains éléments de la langue de l’église, et la constitution de la Serbie stipule que la langue officielle de l’État est le serbe écrit avec l’alphabet cyrillique. Cependant, l’alphabet latin reste d’usage courant.
En 1997 est créé le Comité pour la standardisation de la langue serbe, qui œuvre pour le remplacement du standard du serbo-croate, mais sans pratiquer le purisme envers les mots croates, qu’il traite comme des emprunts. Dans le même temps, il soutient l’utilisation de l’alphabet cyrillique, mise en danger par celle de l’alphabet latin, et promeut le remplacement des emprunts de plus en plus nombreux à l’anglais par des mots serbes.

## Phonétisme et prosodie
Cette section traite de manière succincte des principaux aspects phonologiques, phonétiques et prosodiques de la langue serbe.

### Voyelles
Le serbe a cinq phonèmes vocaliques :
|                 | Antérieures           |                       | Postérieures          |                       |                       |
| Fermées         | \| i • u e • o a • \| | \| i • u e • o a • \| | \| i • u e • o a • \| | \| i • u e • o a • \| | \| i • u e • o a • \| |
|                 | \| i • u e • o a • \| | \| i • u e • o a • \| | \| i • u e • o a • \| | \| i • u e • o a • \| | \| i • u e • o a • \| |
| Mi-fermées      | \| i • u e • o a • \| | \| i • u e • o a • \| | \| i • u e • o a • \| | \| i • u e • o a • \| | \| i • u e • o a • \| |
|                 | \| i • u e • o a • \| | \| i • u e • o a • \| | \| i • u e • o a • \| | \| i • u e • o a • \| | \| i • u e • o a • \| |
|                 | \| i • u e • o a • \| | \| i • u e • o a • \| | \| i • u e • o a • \| | \| i • u e • o a • \| | \| i • u e • o a • \| |
|                 | \| i • u e • o a • \| | \| i • u e • o a • \| | \| i • u e • o a • \| | \| i • u e • o a • \| | \| i • u e • o a • \| |
| Ouverte         | \| i • u e • o a • \| | \| i • u e • o a • \| | \| i • u e • o a • \| | \| i • u e • o a • \| | \| i • u e • o a • \| |
| i • u e • o a • |                       |                       |                       |                       |                       |

### Consonnes
Le serbe dispose de 25 consonnes :
|                     | Bilabiales | Labio-dentales | Alvéolaires | Palato-alvéolaires | Alvéolo-palatales | Palatales | Vélaires |
| ------------------- | ---------- | -------------- | ----------- | ------------------ | ----------------- | --------- | -------- |
| Nasales             | m          |                | n           |                    |                   | ɲ         |          |
| Occlusives          | p b        |                | t d         |                    |                   |           | k ɡ      |
| Affriquées          |            |                | t͡s          | t͡ʃ d͡ʒ              | t͡ɕ d͡ʑ             |           |          |
| Fricatives          |            | f              | s z         | ʃ ʒ                |                   |           | x        |
| Spirante            |            | ʋ              |             |                    |                   | j         |          |
| Roulée              |            |                | r           |                    |                   |           |          |
| Spirantes latérales |            |                | l           |                    |                   | ʎ         |          |

|                                             |  |  |
| La fréquence des voyelles et des consonnes. |  |  |

Remarques :
1. R entre deux consonnes ou en début de mot peut constituer un sommet de syllabe, comme les voyelles, par exemple dans prst « doigt » et rvanje « combat ». Cette consonne se comporte de la même façon dans les emprunts au français qui, dans cette langue se terminent en consonne + re : žanr « genre », masakr « massacre ».
2. La consonne /n/ se réalise [ŋ] devant une consonne vélaire : Anka, tango.

### Correspondance graphie–prononciation
| Lettre n° | Alphabet cyrillique | Alphabet latin | Transcription phonétique | Prononcée à peu près comme dans                            |
| --------- | ------------------- | -------------- | ------------------------ | ---------------------------------------------------------- |
| 1         | A, a                | A, a           | [a]                      | arc                                                        |
| 2         | Б, б                | B, b           | [b]                      | bon                                                        |
| 3         | В, в                | V, v           | [ʋ]                      | voix                                                       |
| 4         | Г, г                | G, g           | [g]                      | gare                                                       |
| 5         | Д, д                | D, d           | [d]                      | donner                                                     |
| 6         | Ђ, ђ                | Đ, đ           | [d͡ʑ]                     | diable (d mouillé)                                         |
| 7         | E, e                | E, e           | [e]                      | étang                                                      |
| 8         | Ж, ж                | Ž, ž           | [ʒ]                      | jour                                                       |
| 9         | З, з                | Z, z           | [z]                      | zèle                                                       |
| 10        | И, и                | I, i           | [i]                      | idée                                                       |
| 11        | J, j                | J, j           | [j]                      | yaourt                                                     |
| 12        | К, к                | K, k           | [k]                      | kilo                                                       |
| 13        | Л, л                | L, l           | [l]                      | lac                                                        |
| 14        | Љ, љ                | Lj, lj         | [ʎ]                      | lien (l mouillé)                                           |
| 15        | М, м                | M, m           | [m]                      | mal                                                        |
| 16        | Н, н                | N, n           | [n]                      | nage                                                       |
| 17        | Њ, њ                | Nj, nj         | [ɲ]                      | indigné                                                    |
| 18        | O, o                | O, o           | [o]                      | orange                                                     |
| 19        | П, п                | P, p           | [p]                      | pas                                                        |
| 20        | Р, p                | R, r           | [r]                      | rare (r roulé)                                             |
| 21        | C, c                | S, s           | [s]                      | sac                                                        |
| 22        | T, т                | T, t           | [t]                      | tour                                                       |
| 23        | Ћ, ћ                | Ć, ć           | [t͡ɕ]                     | tien (t mouillé)                                           |
| 24        | У, y                | U, u           | [u]                      | ourlet                                                     |
| 25        | Ф, ф                | F, f           | [f]                      | film                                                       |
| 26        | X, x                | H, h           | [x]                      | entre le h aspiré de « hahaha ! » et le j espagnol de Juan |
| 27        | Ц, ц                | C, c           | [t͡s]                     | tsigane                                                    |
| 28        | Ч, ч                | Č, č           | [t͡ʃ]                     | tchèque                                                    |
| 29        | Џ, џ                | DŽ, dž         | [d͡ʒ]                     | l’anglais gin                                              |
| 30        | Ш, ш                | Š, š           | [ʃ]                      | chat                                                       |

Remarques:
1. La lettre v ne transcrit pas la correspondante voisée de la consonne labio-dentale fricative sourde /f/, mais la consonne spirante labio-dentale /ʋ/, neutre du point de vue du voisement. En effet, elle ne passe pas à [f] devant les consonnes sourdes (exemple : ovca [oʋt͡sa] « brebis »), et devant elle, les consonnes peuvent être sourdes ou voisées : tvoje « ton, le tien » (neutre), dvoje « deux ».
2. Le serbe s’écrit traditionnellement avec l’alphabet cyrillique adapté de façon que chaque lettre corresponde à un seul son. Cet alphabet est utilisé dans tous les documents officiels de Serbie et de la république serbe de Bosnie. L’alphabet latin avec des diacritiques rend certains sons par des groupes de deux lettres. Son emploi est majoritaire dans les écrits non officiels et il progresse[41]. Par exemple, parmi les quotidiens nationaux, deux seulement sont écrits en cyrillique, la plupart étant en alphabet latin[48].
3. L’orthographe serbe est fondée sur le principe phonémique, qui va jusqu’à transcrire les noms propres étrangers, non seulement en cyrillique, mais aussi en alphabet latin, tels qu’ils se prononcent en serbe. Par exemple, « Shakespeare » s’écrit Шекспир ou Šekspir[48]. Il y a cependant quelques exceptions à ce principe (voir la section suivante).

### Modifications phonétiques

#### Assimilation de consonnes
Lorsque deux consonnes, l’une sourde et l’autre voisée, arrivent en contact par ajout d’une désinence ou d’un autre suffixe à un mot, ou bien par la formation d’un mot composé, la première consonne devient pareille à la seconde du point de vue du voisement (assimilation régressive). Ainsi :
| les consonnes sonores | b, | g, | d, | đ, | z, | ž, | dž | deviennent     |  |
| les consonnes sourdes | p, | k, | t, | ć, | s, | š, | č, | et vice-versa. |  |

Exemples :
- consonne voisée > consonne sourde : de rob « esclave » on forme, en y ajoutant le suffixe -stvo, le nom ropstvo « esclavage » ;
- consonne sourde > consonne voisée : s Bogom « avec Dieu > zbogom « adieu ».

Il y a aussi des assimilations qui consistent en le changement du lieu d’articulation des consonnes. Par exemple s passe à š devant les consonnes ć, dž, č, đ, lj et nj : paziti « faire attention » > pažljiv « attentif », nositi « porter » > nošnja « habillement ». De même, n passe à m devant b: stan « logement, habitation » > stambeni « relatif à l’habitation » (adjectif).
Conformément au principe phonémique de la graphie serbe, les assimilations sont en général rendues par écrit, mais il y a des exceptions. C’est le cas, par exemple, de consonnes en fin de mot : Šef [ˈʃeːv] bi voleo da radimo. « Le chef aimerait que nous travaillions », Ostao je bez [bes] kaputa « Il est resté sans manteau »), entre les préfixes terminés en d et les mots commençant par s (predsednik ['pretsednik] « président »), dans des mots étrangers dérivés avec des préfixes serbes (podtekst ['pottekst] « sous-texte ») et dans des emprunts relativement récents : dragstor ['drakstor] « drugstore ».

#### Chute de consonnes
Lorsque, à l’occasion de la dérivation, de la composition ou de la flexion, il y a deux consonnes identiques qui arrivent en contact, en général il n’en reste qu’une seule. L’identité se crée souvent par assimilation. Exemples :
- entre un préfixe et un mot : bez stida « sans honte » > *besstidan[50] > bestidan « éhonté, sans vergogne » ;
- entre les éléments d’un mot composé : pet « cinq » + deset « dix » > *peddeset > pedeset « cinquante » ;
- entre un mot et un suffixe : Rus « Russe » + -ski > *russki > ruski « russe » (adjectif), vest « (information) nouvelle » + -nik > vesnik « messager » ;
- à l’ajout d’une désinence : otac « père » + -a > *otca > oca « du père ».

Il existe aussi des chutes de consonnes non marquées par écrit, généralement dans des dérivés relativement récents :
- avec un préfixe serbe : preddržavni ['predrʒavni] « pré-étatique » ;
- avec un préfixe étranger : transsibirski ['transibirski] « transsibérien » ;
- avec un suffixe serbe : azbest + -ni > azbestni ['azbesni] « en asbeste ».

#### Palatalisations
Certaines consonnes terminant la forme du cas nominatif d’un nom ou se trouvant à la fin du radical d’un verbe se palatalisent, c’est-à-dire que leur lieu d’articulation migre vers la région palatale de la bouche sous l’influence d’une voyelle commençant une désinence ou un autre suffixe. Les cas les plus fréquents :
- K, g et h devant e deviennent palato-alvéolaires[51] :
  - k > č – vojnik « soldat » > vojniče! (vocatif) « (Eh!) le soldat ! »
  - g > ž – drug « camarade » > druže!
  - h > š – duh « âme » > duše!
- Les mêmes consonnes deviennent alvéolaires devant un i[51] :
  - k > c – radnik « ouvrier » > radnici « ouvriers »
  - g > z – snaga « force » > snazi « à la force » (datif)
  - h > s – siromah « pauvre » > siromasi « pauvres »
- La palatalisation devant j (prononcé comme « y » dans « yeux ») s’appelle aussi mouillure. Elle fait que :
  - d et t deviennent alvéolo-palatales : d > đ, t > ć
  - l et n changent en palatales : l > lj, n > nj
  - z et s se transforment en palato-alvéolaires : z > ž, s > š

Quelques exemples de mouillure : tvrd « dur » > tvrđi « plus dure », ljut « furieux » > ljući « plus furieux », brz « rapide » > brži « plus rapide ».

#### Alternancel~o
Au cours de l’histoire de la langue serbe, [l] a évolué en [o] dans certains cas, mais à certaines formes grammaticale, [o] repasse à [l].
C’est, par exemple, le cas des noms et des adjectifs qualificatifs terminés en -ao ou -eo (posao « travail », veseo « gai ») et des adjectifs verbaux actifs (radio « travaillé »). Cet o redevient l s’il n’est plus en position finale : posla « du travail », le génitif du nom ; vesela « gaie », le féminin de l’adjectif qualificatif ; radila, le féminin de l’adjectif verbal actif).
Cet alternance se produit également à l’intérieur de certains mots, par exemple dans ceux dérivés avec le suffixe d’agent -lac. L se conserve seulement au nominatif singulier et au génitif pluriel, passant à o aux autres formes casuelles : nosilac « porteur », nosilaca « des porteurs », mais nosioca « du porteur », nosioci « porteurs », etc.

#### Alternancea~ ∅ (appeléenepostojanoa «alabile»)
En général, entre les consonnes de groupes en fin de mot inhabituels pour le serbe, on intercale un a, par exemple au nominatif singulier des noms et des adjectifs masculins, dont la désinence est ∅, pour éviter que le mot se termine en un tel groupe de consonnes. Un tel mot est borac « combattant ». Au cours de la flexion, a disparaît aux formes auxquelles la prononciation du groupe de consonnes est facilitée par une voyelle qui le suit. Ainsi, le génitif et l’accusatif singulier de ce mot est borca « du combattant ».
A labile apparaît également entre certaines prépositions et des mots avec lesquels elles formeraient un mot phonétique qui commencerait par un groupe de consonnes difficiles à prononcer. Ainsi, par exemple, la préposition s « avec » a la forme sa devant un mot comme škola : sa školom « avec l’école ».
A apparaît aussi pour différencier des formes casuelles, à savoir le nominatif singulier des noms féminins au radical terminé en un groupe de consonnes d’avec leur génitif pluriel (sestra « sœur » – sestara « des sœurs ») et le génitif singulier d’avec le génitif pluriel des masculins qui ont a au nominatif singulier (boraca « des combattants ») ou de ceux d’origine étrangère terminés en deux consonnes au nominatif singulier : student – studenta « de l’étudiant » – studenata « des étudiants ».

#### Voyelles supplémentaires en fin de mot
Certains mots ont des formes alternatives, l’une terminée en consonne, l’autre avec une voyelle ajoutée :
- des adverbes de temps : kad(a) « quand » ;
- la conjonction nek(a) « que » ;
- la forme de génitif masculin des adjectifs, des pronoms et des numéraux : dobrog(a) « du bon », mog(a) « du mien », svakog(a) « de chacun », jednog(a) « d’un ».
- la forme de datif-locatif masculin singulier des précédents :
  - e ajoutée à la variante de désinence -om : dobrom(e) « au bon », o dobrom(e) « au sujet du bon » ;
  - u ajoutée à la variante de désinence -em: vašem(u) « au vôtre ».

La voyelle finale est facultative dans les deux premiers cas, mais devient parfois obligatoire dans les autres, à savoir au datif-locatif masculin singulier des adjectifs substantivés et des pronoms qui peuvent être utilisés en tant qu’adjectifs pronominaux aussi : Obraćam se dobrim ljudima, a ne lošima « Je m’adresse aux gens bons, non aux méchants », U jednim slučajevima uspeva, u drugima ne « Dans certains cas, ça réussit, dans d’autres non ».

#### Dissimilation de voyelle
La désinence du cas instrumental singulier des noms masculins a deux variantes, -om et -em. La variante -om est présente après les consonnes finales de radical autres que c, z, č, dž, š, ž, ć, đ, nj, j et lj, par exemple dans sa čovekom « avec l’homme ». La variante -em est normalement employée après les consonnes finales de radical mentionnées (par exemple dans bičem « avec le fouet », s mišem « avec la souris », spanaćem « aux épinards », s kraljem « avec le roi »), mais si devant la consonne finale il y a la voyelle e, il se produit généralement la dissimilation de l’e de la désinence, qui passe à o, dans des mots comme mesecom « avec la lune », s Bečom « avec Vienne » s koledžom « avec le collège », s muzejom « avec le musée ».

### Accentuation
L’accent qui frappe l’une des voyelles d’un mot a un double caractère en serbe. C’est un accent d’intensité, c’est-à-dire la voyelle en cause est prononcée avec plus de force que les autres (comme en français), mais aussi tonique (ou musical), la voyelle accentuée étant prononcée un ton plus haut ou plus bas que les autres.
Il y a quatre sortes d’accent, des combinaisons entre le caractère descendant ou ascendant et la durée de la voyelle (longue ou courte). Leurs signes conventionnels sont ceux des exemples ci-dessous.
- accent long descendant : pîvo « bière » ;
- accent long montant : písati « écrire » ;
- accent court descendant : vȅtar « vent » ;
- accent court montant : òtac « père ».

L’accent n’est marqué à l’écrit que dans les ouvrages de linguistique, dans les manuels et les dictionnaires, ainsi que pour éviter la confusion non évitable par le contexte entre mots qui diffèrent uniquement par le caractère ou la place de l’accent, comme grâd « ville » et grȁd « grêle » (précipitations). L’accent peut aussi différencier des formes grammaticales d’un même mot : ȉmena « du nom » (génitif singulier) – imèna « noms » (nominatif pluriel) – iménā « des noms » (génitif pluriel) (voir aussi Déclinaison des adjectifs).
Concernant la place et le caractère de l’accent, il y a les règles suivantes :
1. Dans les mots polysyllabiques, l’accent peut frapper n’importe quelle syllabe, sauf la dernière, règle qui s’applique également aux mots étrangers. Ainsi, les mots français ont en serbe l’accent sur l’avant-dernière syllabe : Marsej « Marseille » se prononce ['mar.sej].
2. L’accent des mots monosyllabique ne peut être que descendant, court (kȍnj « cheval ») ou long : znâm « je sais ».
3. Dans le cas des mots polysyllabiques, seule la première syllabe peut porter un accent descendant.

Les voyelles non accentuées peuvent également être longues ou courtes. Les longues sont notées, sauf dans les écrits ordinaires, par un macron ¯ (žèna « femme » – žénā « des femmes », le génitif pluriel du nom). Une syllabe longue non accentuée ne peut se trouver qu’après une syllabe accentuée.
Certains mots ne peuvent être accentués. C’est la plupart des mots-outils clitiques. En serbe, la particule interrogative li « est-ce que », les pronoms personnels conjoints (par exemple ga « le », mi « me »), le pronom réfléchi se, les formes brèves des verbes auxiliaires, par exemple celui du futur, ću, sont enclitiques (placés après un mot accentué), alors que les prépositions monosyllabiques et certaines bisyllabiques, certaines conjonctions monosyllabiques, le mot négatif ne sont proclitiques (placés devant un mot accentué). Du point de vue de l’accentuation, les enclitiques et les proclitiques forment un seul mot avec le précédent et le suivant, respectivement.
Dans certains cas, l’accent peut passer sur le proclitique :
- sur les prépositions devant le pronom personnel ja « moi » au cas instrumental : sȁ mnom « avec moi » ;
- sur le mot négatif, aux formes verbales à accent descendant sur la première syllabe : dâm « je donne » – nè dām « je ne donne pas ».

## Grammaire
Le serbe étant une variété des BCMS, son système grammatical est essentiellement le même que celui des autres variétés de ce diasystème.

### Morphologie
La morphologie du serbe se distingue de celle du français par de nombreux traits. Du point de vue de la typologie morphologique, le serbe est une langue flexionnelle et ce à un degré relativement élevé, par exemple par rapport au français, c’est-à-dire que le nom, l’adjectif et les pronoms se déclinent, ayant des formes distinctes pour remplir telle ou telle fonction syntaxique dans la proposition, et les verbes se conjuguent, les formes personnelles se distinguant également par des désinences.

#### Le nom

##### Genre et nombre des noms
Les noms serbes peuvent être du genre masculin, féminin ou neutre.
Le masculin est en général reconnaissable grâce à la terminaison en consonne au cas nominatif singulier : jelen « cerf ». Sont également masculins les noms terminés en -ao et ceux en - eo, dont le o était jadis l (voir plus haut Alternance l ~ o) : orao « aigle », pepeo « cendre ». Le nominatif pluriel de ces noms se termine en -i: jeleni « cerfs ». Les masculins monosyllabiques et une grande partie des bisyllabiques reçoivent d’habitude devant -i le suffixe -ov- (avec la variante -ev- après une consonne postalvéolaire, alvéolo-palatale ou palatale) : stanovi « logements », orlovi « aigles », muževi « hommes » (mâles). Il y a aussi des masculins terminés en -a, comme les féminins : des prénoms masculins (Nikola), des noms de professions (sudija « juge »). Avec ceux-ci, l’accord se fait au masculin.
Le féminin se caractérise généralement par la terminaison -a au nominatif singulier (ruka « main »), mais il y en a aussi en consonne : radost « joie », stvar « chose ».
Le neutre est le genre des noms d’inanimés terminés en -o (sauf ceux en -ao et -eo) ou en -e au nominatif singulier : kolo « cercle », polje « champ ». Leur nominatif pluriel se termine en -a: kola « cercles », polja « champs ».
À part le singulier et le pluriel, le serbe conserve des vestiges du nombre duel. Il est exigé par les adjectifs numéraux dva « deux » (masc. et neutre), dve « deux » (fém.), tri « trois », četiri « quatre », oba « les deux » (masc. et neutre) et obe « les deux » (fém.). Les mots à ce nombre ont la désinence -a au nominatif masculin et neutre (identique à celle de génitif singulier) et -e au féminin (identique à celle de nominatif pluriel). Exemples : dva metra « deux mètres », obe mačke « les deux chats ».

##### Déclinaison des noms
En serbe, la déclinaison se caractérise par sept cas, les noms étant groupés en trois ou quatre classes, d’après leur désinence au nominatif singulier. La 1re déclinaison est celle des masculins (sauf ceux en -a) et des neutres. La 2e déclinaison comprend les féminins et les masculins en -a. Les féminins en consonne appartiennent à la 3e déclinaison. Il y a aussi de nombreux noms à déclinaison irrégulière.
Voici la déclinaison régulière de trois noms des deux premières classes de déclinaison, celles qui comportent le plus grand nombre de noms :
| Cas          | 1re déclinaison | 1re déclinaison | 1re déclinaison | 1re déclinaison | 2e déclinaison | 2e déclinaison |
| Cas          | Masculin        | Masculin        | Neutre          | Neutre          | Féminin        | Féminin        |
| Cas          | singulier       | pluriel         | singulier       | pluriel         | singulier      | pluriel        |
| ------------ | --------------- | --------------- | --------------- | --------------- | -------------- | -------------- |
| Nominatif    | jelen « cerf »  | jeleni          | kolo « cercle » | kola            | žena « femme » | žene           |
| Génitif      | jelena          | jelēnā          | kola            | kolā            | ženē           | žénā           |
| Datif        | jelenu          | jelenima        | kolu            | kolima          | ženi           | ženama         |
| Accusatif    | jelena          | jelene          | kolo            | kola            | ženu           | žene           |
| Vocatif      | jelene!         | jeleni!         | kolo!           | kola!           | ženo!          | žene!          |
| Instrumental | jelenom         | jelenima        | kolom           | kolima          | ženom          | ženama         |
| Locatif      | o jelenu        | o jelenima      | o kolu          | o kolima        | o ženi         | o ženama       |

Remarques :
1. L’accusatif singulier des noms masculins d’animés est identique à leur génitif singulier, alors que l’accusatif singulier des noms masculins d’inanimés et des neutres est pareil à leur nominatif singulier. Par exemple, alors que jelen « cerf » est à l’accusatif singulier jelena, le nom izvor « source » a la forme izvor au même cas[57].
2. Les noms de plantes et les noms collectifs dénommant des animés, par exemple narod « peuple » et čopor « troupeau » se déclinent comme les inanimés.
3. La désinence du génitif pluriel est -a long. C’est ce qui différencie principalement le génitif pluriel du génitif singulier des noms masculins et neutres, et le génitif pluriel des féminins de leur nominatif singulier.
4. Certains masculins (par exemple beaucoup d’ethnonymes) ont au singulier le suffixe -in devant les désinences, sans l’avoir au pluriel. Exemple : Srbin « Serbe » (homme) – Srbina « du Serbe » – Srbi « Serbes » – Srba « des Serbes ».
5. Parmi les neutres terminés en -e, il y en a dont le radical et prolongé par la consonne -n- ou -t-. Celle-ci est présente au pluriel à tous les cas et au singulier au génitif, au datif, à l’instrumental et au locatif. Exemples : ȉme « nom » – imèna « noms », uže « corde » – užeta « cordes ». La langue actuelle a tendance à exprimer le pluriel des noms à -t- plutôt par les noms collectifs qui en dérivent et qui sont masculins, par exemple de uže, užad « cordage ».
6. Au génitif pluriel des féminins ayant le nominatif singulier en -a et le radical terminé en un groupe de consonnes, il y a généralement un a labile (pesma « chanson » – pesama « des chansons »), mais beaucoup de ces noms, surtout d’origine étrangère, n’ont pas de a labile, ayant la désinence -i au génitif pluriel : molba « prière » – molbi « des prières », bomba « bombe » – bombi « des bombes ».
7. Les noms de pays et de régions terminés en -ska, -čka ou -ška sont à l’origine des adjectifs féminins, c’est pourquoi leur datif-locatif a la même forme que ceux-ci : Francuska « France » – Francuskoj « à la France » – u Francuskoj « en France ».

Exemple de nom de la 3e déclinaison :
| Cas | Singulier     | Pluriel |
| --- | ------------- | ------- |
| N.  | reč « mot »   | reči    |
| G.  | reči          | reči    |
| D.  | reči          | rečima  |
| A.  | reč           | reči    |
| V.  | reči          | reči    |
| I.  | rečju ou reči | rečima  |
| L.  | reči          | rečima  |

##### Fonctions des cas
- Le nominatif est le cas du sujet (Ovaj učenik je dobar « Cet élève est bon ») et des noms utilisés hors proposition, par exemple dans des titres et des inscriptions, ainsi que, dans la plupart des cas, de l’attribut : On je učenik « Il est élève ».
- Le génitif sans préposition est principalement celui du complément du nom exprimant le possesseur : knjiga učenika « le livre de l'élève ». Le même cas avec diverses prépositions sert à exprimer divers autres compléments du nom, compléments d’objet indirects et circonstanciels.
- Le datif sans préposition est celui du complément d’objet indirect d’attribution (celui qui répond à la question « à qui ? » : Dajte učeniku dobru ocenu « Donnez une bonne note à l’élève ». Il exprime aussi la destination d’un déplacement, surtout avec les prépositions k(a) et prema.
- L’accusatif sans préposition exprime le complément d'objet direct (Vidim učenika « Je vois l’élève ») et celui avec des prépositions – des COI et le complément circonstanciel de lieu des verbes qui expriment le déplacement vers ce lieu : Idem u grad « Je vais en ville ».
- Le vocatif sert à appeler, à s’adresser à quelqu’un, le nom à ce cas n’ayant pas de fonction syntaxique : Učeniče! « Hé ! L’élève ! »
- L’instrumental sans préposition est principalement le cas du complément d’instrument (inanimé) (Režem hleb ovim nožem « Je coupe le pain avec ce couteau ») et celui du complément d’accompagnement (animé), avec la préposition s(a) : Idem u grad s učenikom « Je vais en ville avec l’élève ».
- Le locatif (toujours avec préposition) est le cas du complément de lieu d’un verbe qui n’exprime pas de déplacement vers un lieu[58]. : On živi u gradu « Il habite en ville ». Il sert aussi à former le COI dont on parle : Reci mi nešto o tom učeniku « Dis-moi quelque chose au sujet de cet élève ».

#### L’adjectif non pronominal

##### Catégories d’adjectifs non pronominaux
Les adjectifs non pronominaux serbes peuvent être :
- qualificatifs : dobar « bon » ;
- relationnels : jutarnji « du matin » ;
- possessifs[59] : čovekov, -a, -o « de l’homme », babin, -a, -o « de (la) grand-mère ». Ces adjectifs sont formés à partir de noms, par ajout du suffixe -ov ou -ev aux masculins, et -in aux féminins.

##### Forme brève et forme longue
Presque tous les adjectifs qualificatifs ont deux formes, brève et longue. La forme brève se caractérise par une terminaison en consonne au nominatif masculin singulier, et la forme longue s’obtient par l’ajout de -i à la forme brève : bogat > bogati « riche ». Dans le cas de ces adjectifs, la forme brève est indéfinie et la forme longue – définie. Cette dernière correspond en français à l’adjectif substantivé utilisé avec l’article défini. Exemples en contexte : Videsmo tu dva čoveka, jedan je bio siromašan, a drugi – bogat; siromašni je ćutao, dok je bogati mnogo pričao « Nous y vîmes deux hommes, l’un était pauvre et l’autre – riche ; le pauvre se taisait, tandis que le riche parlait beaucoup ».
Les adjectifs possessifs ont seulement la forme brève (bratov « du frère ») et ceux terminés en -ski, -nji et -ji seulement la forme longue. Les adjectifs relationnels en général (beogradski « belgradois »), ainsi que les adjectifs qualificatifs au comparatif et au superlatif relatif (voir ci-dessous) – la forme longue. Les adjectifs à une seule forme sont utilisés en tant qu’indéfinis et aussi en tant que définis.

##### Degrés de comparaison des adjectifs
Le comparatif de supériorité est formé avec des suffixes :
- -ji, -ja, -je, qui provoque la mouillure de la consonne finale de l’adjectif :
  - pour les adjectifs monosyllabiques à voyelle longue : mlad « jeune » > mlađi « plus jeune » ;
  - pour les adjectifs bisyllabiques terminés au masculin singulier en -ak, -ek ou -ok : kratak « court » > kraći ;
- -iji, -ija, -ije :
  - pour les adjectifs monosyllabiques à voyelle brève : star « vieux » > stariji ;
  - pour les adjectifs polysyllabiques : hrabar « courageux » > hrabriji, jednostavan « simple » > jednostavniji ;
- -ši, -ša, -še, pour trois adjectifs monosyllabiques : lep « beau » > lepši, lak « léger, facile » > lakši, mek « mou, doux » > mekši.

Adjectifs aux comparatifs irréguliers :
- dobar « bon » – bolji « meilleur » ;
- mali « petit » – manji « plus petit » ;
- veliki « grand » – veći « plus grand » ;
- zao « mauvais » – gori « pire ».

La comparaison se construit de deux façons :
- avec la préposition od régissant le génitif : Jagode su skuplje od malina « Les fraises sont plus chères que les framboises » ;
- avec la conjonction nego + le nominatif : Jagode su skuplje nego maline.

Le superlatif relatif de supériorité s’obtient du comparatif avec le préfixe naj- : poznatiji « plus connu » > nâjpoznàtiji « le plus connu ». La voyelle du préfixe est longue et toujours accentuée, et les adjectifs relativement longs, comme celui de cet exemple, ont un accent sur leur radical aussi.

##### Déclinaison des adjectifs
Les adjectifs se déclinent comme suit :
Forme longue
| Cas | Masculin                             | Masculin     | Neutre       | Neutre       | Féminin   | Féminin      |
| Cas | singulier                            | pluriel      | singulier    | pluriel      | singulier | pluriel      |
| --- | ------------------------------------ | ------------ | ------------ | ------------ | --------- | ------------ |
| N.  | zèlenī « le vert »                   | zèlenī       | zèlenō       | zèlenā       | zèlenā    | zèlenē       |
| G.  | zèlenōg(a)                           | zèlenīh      | zèlenōg(a)   | zèlenīh      | zèlenē    | zèlenīh      |
| D.  | zèlenōm(e)                           | zèlenīm(a)   | zèlenōm(e)   | zèlenīm(a)   | zèlenōj   | zèlenīma     |
| A.  | zèlenōg(a) (animé), zèlenī (inanimé) | zèlenē       | zèlenō       | zèlenā       | zèlenū    | zèlenē       |
| V.  | zèlenī                               | zèlenī       | zèlenō       | zèlenā       | zèlenā    | zèlenē       |
| I.  | zèlenīm                              | zèlenīm(a)   | zèlenīm      | zèlenīm(a)   | zèlenōm   | zèlenīm(a)   |
| L.  | o zèlenōm(e)                         | o zèlenīm(a) | o zèlenōm(e) | o zèlenīm(a) | o zèlenōj | o zèlenīm(a) |

Forme brève
| Cas | Masculin                        | Masculin     | Neutre    | Neutre       | Féminin   | Féminin      |
| Cas | singulier                       | pluriel      | singulier | pluriel      | singulier | pluriel      |
| --- | ------------------------------- | ------------ | --------- | ------------ | --------- | ------------ |
| N.  | zèlen « vert »                  | zelènī       | zelèno    | zelèna       | zelèna    | zelène       |
| G.  | zelèna                          | zelènīh      | zelèna    | zelènīh      | zelènē    | zelènīh      |
| D.  | zelènu                          | zelènīm(a)   | zelènu    | zelènīm(a)   | zelènōj   | zelènīma     |
| A.  | zelèna (animé), zèlen (inanimé) | zelène       | zelèno    | zelènā       | zelènu    | zelène       |
| V.  | zèlenī                          | zelènī       | zelèno    | zelènā       | zèlenā    | zèlenē       |
| I.  | zelènīm                         | zelènīm(a)   | zelènīm   | zelènīm(a)   | zelènōm   | zelènīm(a)   |
| L.  | o zelènu                        | o zelènīm(a) | o zelènu  | o zelènīm(a) | o zelènōj | o zelènīm(a) |

Remarques :
1. Au nominatif pluriel, la forme brève ne diffère de la longue que par le lieu de l’accent : sur la première syllabe à la forme longue, sur la deuxième à la forme brève.
2. Comme dans le cas des noms, on utilise leur forme de duel après les numéraux dva « deux » (masc. et neutre), dve « deux » (fém.), tri « trois », četiri « quatre », oba « les deux » (masc. et neutre) et obe « les deux » (fém.).
3. Les adjectifs ayant le radical terminé en consonne palato-alvéolaire, alvéolo-palatale ou palatale ont, au lieu des variantes de désinences -o (nominatif singulier neutre), -og(a) (génitif singulier masculin et neutre) et -om(e) (datif et locatif singulier masculin et neutre), les variantes -e, -eg(a) et -em(u) respectivement: vrućega « du brûlant », vrućemu « au brûlant », o vrućemu « au sujet du brûlant ».
4. La voyelle supplémentaire de la désinence est présente dans les adjectifs substantivés (comme celui du point 3).

#### Les pronoms

##### Pronoms personnels
Les formes des pronoms personnels et leur déclinaison sont les suivants :
| N. | ja « je/moi » | ti « tu/toi » | on « il/lui », ono – neutre | ona « elle » | mi « nous » | vi « vous » | oni « ils/eux », one « elles », ona – neutre | –        |
| G. | mene, me      | tebe, te      | njega, ga                   | nje, je      | nâs, nas    | vâs, vas    | njih, ih                                     | sebe     |
| D. | meni, mi      | tebi, ti      | njemu, mu                   | njoj, joj    | nama, nam   | vama, vam   | njima, im                                    | sebi     |
| A. | mene, me      | tebe, te      | njega, ga, nj               | nju, ju, je  | nâs, nas    | vâs, vas    | njih, ih                                     | sebe, se |
| V. | –             | ti!           | –                           | –            | –           | vi!         | –                                            | –        |
| I. | sa mnom       | s(a) tobom    | s(a) njim                   | s(a) njom    | s(a) nama   | s(a) vama   | s(a) njima                                   | sa sobom |
| L. | o meni        | o tebi        | o njemu                     | o njoj       | o nama      | o vama      | o njima                                      | o sebi   |

Remarques:
1. Aux cas nominatif, vocatif, instrumental et locatif, les pronoms personnels n’ont que des formes disjointes, alors qu’au génitif, au datif et à l’accusatif, ils ont des formes disjointes et des formes conjointes. Les formes conjointes sont enclitiques, formant un mot phonétique avec le mot accentué qui les précède. Exemples : Dajem ti ovaj novac « Je te donne cet argent », Ja ti dajem ovaj novac « Moi, je te donne cet argent » ou « C’est moi qui te donne cet argent ».
2. Les formes disjointes s’emploient :
– après les prépositions et les conjonctions : Od njih je stiglo mnogo pisama, ali ništa za mene « Beaucoup de lettres sont arrivées d’eux, mais rien pour moi » ;
– lorsque la personne en cause apparaît pour la première fois dans la communication ;
– lorsqu’on insiste sur la personne : Ovaj novac dajem tebi « Cet argent, je te le donne à toi » ou « C’est à toi que je donne cet argent » ;
– pour constituer un mot-phrase dans un dialogue : – Kome je upućeno ovo pismo? – Vama. « – À qui cette lettre est-elle adressée ? – À vous. »
3. Le pronom de politesse est Vi (écrit d’habitude avec initiale majuscule).
4. Le génitif est utilisé seulement avec des prépositions qui régissent ce cas : On je došao posle mene. « Il est arrivé après moi. »
5. La forme mnom s’emploie seulement avec préposition, sur laquelle passe l’accent, alors que la forme mnome est utilisée sans préposition.
6. Au génitif, au datif et à l’accusatif, les formes conjointes diffèrent des disjointes, à part l’accent, par le caractère bisyllabique de celles-ci, à l’exception des formes nas et vas. À l’écrit habituel, le caractère accentué ou non de ces deux pronoms ne peut ressortir que du contexte.
7. À l’accusatif féminin singulier il y a deux formes conjointes : je, utilisée généralement (On je vidi « Il la voit »), et ju, devant le verbe auxiliaire je (On ju je video « Il l’a vue ») et après la forme niée de celui-ci : Nije ju video « Il ne l’a pas vue ».
8. Le pronom sebe est réfléchi. Il se réfère toujours au sujet de la proposition, de quelque genre, nombre et personne qu’il soit : Ona govori za sebe i ja govorim za sebe. Zašto ti ne govoriš za sebe? « Elle, elle parle pour soi et moi, je parle pour moi. Toi, pourquoi tu ne parles pas pour toi ? » Il a une forme conjointe uniquement à l’accusatif : On ide da se šeta. Ja idem da se šetam s njim. Hoćes li da se šetaš sa nama? « Il va se promener. Je vais me promener avec lui. Tu veux te promener avec nous? »

##### Pronoms-adjectifs possessifs
Les formes des pronoms possessifs sont :
- moj « mien », moja « mienne », moje (neutre singulier), moji « miens », moje « miennes », moja (neutre pluriel)
- tvoj « tien », tvoja « tienne », tvoje (neutre singulier), tvoji « tiens », tvoje « tiennes », tvoja (neutre pluriel)
- njegov « sien, à lui », njegova « sienne, à lui », njegovo (neutre singulier), njegovi « siens, à lui », njegove « siennes, à lui », njegova (neutre pluriel)
- nje(zi)n « sien, à elle », nje(zi)na « sienne, à elle », nje(zi)no (neutre singulier), nje(zi)ni « siens, à elle », nje(zi)ne « siennes, à elle », nje(zi)na (neutre pluriel)
- naš « nôtre » masc., naša « nôtre » fém., naše (neutre singulier), naši « nôtres » masc., naše « nôtres » fém., naša (neutre pluriel)
- vaš « vôtre » masc., vaša « vôtre » fém., vaše (neutre singulier), vaši « vôtres » masc., vaše « vôtres » fém., vaša (neutre pluriel)
- njihov « leur » masc., njihova « leur », fém. njihovo – neutre singulier, njihovi « leurs » masc., njihove « leurs » fém., njihova (neutre pluriel)
- svoj, svoja, svoje (neutre singulier), svoji, svoje, svoja (neutre pluriel).

Remarques :
1. Le pronom qui se réfère à un possesseur féminin a une forme brève (njen, -a, -o, -i, -e, -a) et une longue (njezin, -a, -o, -i, -e, -a), la seconde plus rarement employée que la première.
2. Ces mots s’utilisent aussi bien comme pronoms possessifs, que comme adjectifs possessifs, sans changer de forme.
3. Le pronom svoj, -a, -e, -i, -e, -a détermine (en tant qu’adjectif) ou représente (en tant que pronom) l’objet (les objets) possédé(s) par le sujet de la proposition, de quelque personne, nombre et genre qu’il soit. Par exemple, les propositions Direktor je u svojoj kancelariji et Direktor je u njegovoj kancelariji peuvent les deux être traduites par « Le directeur est dans son bureau », mais la première signifie même sans contexte qu’il est dans son propre bureau, et la seconde, même sans contexte aussi, qu’il est dans le bureau d’un autre homme.
4. Les possessifs se déclinent en général comme les adjectifs proprement-dits, ayant comme ceux-ci une voyelle supplémentaire au génitif-accusatif et au datif-locatif masculin et neutre singulier, lorsqu’ils s’emploient en tant que pronoms. De plus, tvoj et svoj ont deux variantes à ces cas, les plus brèves étant plus fréquentes :

- - mojeg(a) ou mog(a), mojem(u) ou mom(e) ;
  - tvojeg(a) ou tvog(a), tvojem(u) ou tvom(e) ;
  - svojeg(a) ou svog(a), svojem(u) ou svom(e).

##### Pronoms-adjectifs démonstratifs
Comme pour les possessifs, on emploie les mêmes formes en tant que pronoms démonstratifs et en tant qu’adjectifs démonstratifs. Ils expriment trois degrés d’éloignement :
- Ovaj « ce(t)…-ci, celui-ci », ova « cette…-ci, celle-ci », ovo (neutre singulier), ovi « ces…-ci, ceux-ci », ove « ces…-ci, celles-ci », ova (neutre pluriel) se réfère à ce qui est près du locuteur : Daću ti ovaj članak da ga pročitaš « Je vais te donner cet article, pour que tu le lises ».
- Onaj « ce(t)…-là, celui-là », ona « cette…-là, celle-là », ono (neutre singulier), oni « ces…-là, ceux-là », one « ces…-là, celles-là », ona (neutre pluriel) se réfère à ce qui est éloigné et du locuteur, et du destinataire de l’énoncé, par exemple près d’un tiers : Šta je ono na krovu? « Qu’est-ce que cela sur le toit ? »
- Taj, ta, to, ti, te, ta expriment l’éloignement moyen, par exemple se référant à ce qui se trouve près du destinataire : Lepo ti stoji ta haljina « Elle te va bien, cette robe ». Ce pronom est également utilisé pour se référer à quelque chose dont il a été question auparavant : Priča se da je izbio štrajk, ali ja o tome nisam obavešten « On dit qu’une grève a éclaté, mais moi, je n’en suis pas informé ».

En tant que sujet de la copule biti « être », le pronom démonstratif ne s’accorde pas avec l’attribut, restant au neutre singulier : Ovo je moj sin / moja ćerka « C’est mon fils / ma fille », To je bila nesreća « C’était un malheur », To su bili uspesi « C’étaient des succès ».
La déclinaison des démonstratifs est la même que celle des adjectifs, y compris l’existence des formes à voyelle supplémentaire lors de leur emploi pronominal : ovog(a) « de ce(t)…-ci, de celui-ci », onom(e) « à ce(t)…-là, à celui-là », o onom(e) « au sujet de ce(t)…-là, au sujet de celui-là », s tim(a) « avec ces…-ci/là, avec ceux/celles-ci/là ».
À part ces pronoms-adjectifs démonstratifs, en serbe il y en a d’autres encore, sans correspondants analogues en français :
- ovakav, ovakva, ovakvo : Želim ovakve rukave « Je voudrais des manches comme celles-ci » (dit, par exemple, un client à un tailleur, en montrant les manches de sa propre veste) ;
- takav, takva, takvo : Želim takve rukave « Je voudrais des manches comme celles-là » (le même, en montrant une veste tenue par le tailleur) ;
- onakav, onakva, onakvo : Želim onakve rukave « Je voudrais des manches comme celles-là » (en montrant une veste éloigné des deux interlocuteurs) ;
- ovoliki, -a, -o : Riba je bila ovolika « Le poisson était grand comme ça » (dit une personne en écartant ses mains l’une de l’autre) ;
- toliki, -a, -o : Šta ćeš raditi s tolikim novcem? « Qu’est-ce que tu vas faire de tout cet argent ? » (l’argent se trouvant sur le destinataire) ;
- onoliki, -a, -o : Šteta nije onolika kao pre dve godine « Les dommages ne sont pas aussi importants qu’il y a deux ans » (référence à une quantité du passé).

##### Pronoms et adjectifs interrogatifs
Les mots pour questionner sur l’identité d’une personne ou d’un inanimé ne sont que pronoms interrogatifs. Ce sont ko « qui » et šta « quoi, que », déclinés comme suit :
| Nominatif    | ko     | šta    |
| Génitif      | koga   | čega   |
| Datif        | kome   | čemu   |
| Accusatif    | koga   | šta    |
| Instrumental | kim(e) | čim(e) |
| Locatif      | o kome | o čemu |

D’autres mots peuvent être pronoms ou adjectifs interrogatifs :
- koji, koja, koje, koji, koje, koja : Koju košulju hoćeš? « Quelle chemise veux-tu ? (parmi plusieurs) », Koju hoćeš? « Laquelle veux-tu ? »
- kakav, kakva, kakvo, kakvi, kakve, kakva : Kakvu košulju hoćeš? « Quelle chemise veux-tu ? (de quel genre) », Kakvu hoćeš? « De quel genre en veux-tu ? »
- čiji, -a, -e, -i, -e, -a : Čije su ove naočare? « À qui sont ces lunettes ? »
- koliki, kolika, koliko, koliki, kolike, kolika :

– se référant aux dimensions: Kolika je tvoja soba? « Ta chambre est grande comment ? » ;
– se référant à la quantité: Gledaj koliko je ljudi došlo « Regarde voir combien de gens sont venus ».
La déclinaison de ces mots est pareille à celle des adjectifs proprement-dits, y compris la présence de la voyelle supplémentaire au cas génitif, datif et locatif masculin et neutre singulier pour ceux utilisés en tant que pronoms. Koji a aussi des formes réduites à ces cas : kog(a), kom(e).

##### Pronoms et adjectifs relatifs
Les mots suivants, outre leur statut de pronoms-adjectifs interrogatifs, ont aussi celui de pronoms-adjectifs relatifs :
- koji, -a, -e, -i, -e, -a: Imam muža koji me voli « J’ai un mari qui m’aime » ;
- kakav, kakva, kakvo, kakvi, kakve, kakva : To je pejzaž kakve je slikao Rubens « C’est un paysage comme ceux que peignait Rubens » ;
- čiji, -a, -e, -i, -e, -a: Bio je tamo sto, čije su noge bile zabijene u zemlju. « Il y avait là une table dont les pieds étaient enfoncés dans le sol ».

Le mot što relatif est seulement pronom. Il a les emplois suivants :
1. Invariable, il peut être utilisé à la place de koji : Gledaj ove ljude što / koji prolaze « Regarde ces gens qui passent ».
2. Décliné, il a deux formes d’accusatif, l’une identique à celle de nominatif, što, s’il n’est pas précédé d’une préposition, l’autre šta, dans le cas contraire. Il peut avoir pour antécédent :
- toute une proposition qui le précède :
  - le pronom au nominatif : Bolesnik je počeo da jede, što je dobar znak « Le malade a commencé à manger, ce qui est bon signe » ;
  - le pronom à l’accusatif :

– sans préposition : Otpustili su vratara, što ja ne odobravam « On a licencié le concierge, ce que je n’approuve pas » ;
– avec préposition : Ona tvrdi da je požar odmetnut, za šta nema dokaza « Elle affirme que l’incendie a été provoqué, ce pour quoi il n’y a pas de preuves ».
- un pronom démonstratif neutre : Reći ću vam ono što znam « Je vous dirai ce que je sais », Nema toga o čemu se ne bi moglo razgovarati « Il n’y a rien de quoi on ne puisse pas discuter » ;
- Le pronom indéfini sve « tout » : Uzmite sve što želite « Prenez tout ce que vous désirez ».

##### Pronoms et adjectifs indéfinis
La plupart des mots indéfinis proviennent de pronoms ou d’adjectifs interrogatifs, auxquels on ajoute les éléments premiers ne-, sva-, ni- et i-, ce qui donne le système ci-dessous :
| I                                 | II                           | III                                   | IV                                     | V                                 |
| --------------------------------- | ---------------------------- | ------------------------------------- | -------------------------------------- | --------------------------------- |
| nešto « quelque chose             | neko « quelqu’un »           | neki « un (quelconque) »              | nekakav « de quelque sorte »           | nečiji « de quelqu’un »           |
| svašta « toute sorte de choses »  | svako « tout un chacun »     | svaki « chaque, chacun »              | svakakav « de toute sorte »            | svačiji « de chacun »             |
| ništa « rien »                    | niko « personne »            | nijedan « aucun »                     | nikakav « d’aucune sorte »             | ničiji « de personne »            |
| išta « (au moins) quelque chose » | iko « (au moins) quelqu’un » | ijedan « (au moins) un (quelconque) » | ikakav « (au moins) de quelque sorte » | ičiji « (au moins) de quelqu’un » |

Les mots des colonnes I et II sont seulement pronoms, les autres sont pronoms ou adjectifs. Ils se déclinent comme les interrogatifs dont ils proviennent.
Les mots formés avec ni- et avec i- présentent la particularité que presque toutes les prépositions avec lesquelles ils sont utilisés s’intercalent entre le premier élément et le mot base : ni iz čega « de / à partir de rien », ni s kim « avec personne ».
Les mots formés avec ni- sont négatifs et s’emploient avec un verbe nié (double négation) : Ne vidim nikoga « Je ne vois personne », Ova zemlja nije ničija « Cette terre n’est à personne ».
Les mots formés avec i- incluent l’idée de quantité réduite (« au moins », « tant soit peu », « quoi que ce soit », « ne serait-ce qu’un seul »). Ils sont généralement utilisés en proposition interrogative et en proposition subordonnée : Jeste li išta našli? « Avez-vous trouvé quoi que ce soit ? », Ima li ikakvog rezultata? « Y a-t-il au moins un résultat ? », Da je iko dolazio, ja bih to znao « Si quelqu’un (au moins) serait venu, je le saurais ». Ils ne peuvent être utilisés dans une proposition contenant un mot négatif, mais peuvent apparaître dans une phrase complexe, dans une proposition située après une proposition négative : Ne želim da iko pomisli da sam se uplašio « Je ne souhaite pas que quelqu’un pense que j’ai pris peur ».
Les mots formés avec ne- peuvent recevoir le préfixe po- exprimant le fait qu’il s’agit d’un nombre réduit de personnes ou de choses, la rareté de celles-ci : Ponešto je tačno u ovom članku « Il y a par ci, par là quelque chose d’exact dans cet article », Poneko se neće složiti sa mnom « Il y en aura qui ne seront pas d’accord avec moi ». Un suffixe, -god, a le même sens : štogod = ponešto « quelque chose », kogod = poneko « quelqu’un ».
Il y a aussi des locutions indéfinies formées à partir de pronoms-adjectifs interrogatifs avec certaines particules :
- La particule god, postposée, a un sens différent de celui du suffixe -god : Ko god dođe, recite mu da nisam tu « Qui que vienne, dites-lui que je ne suis pas là ».
- Les particules ma et makar sont antéposées : ma šta « n’importe quoi », makar koji « n’importe (le)quel ».
- La particule bilo peut être antéposée ou postposée : bilo ko ou ko bilo « n’importe qui, qui que ce soit ».

#### Les numéraux

##### Numéraux cardinaux
Les numéraux jedan « un », jedna « une », jedno (neutre), dva « deux » (masc. et neutre), dve « deux » (fém.), tri « trois » et četiri « quatre » se déclinent, y compris en tant que le dernier chiffre d’un nombre. Les autres noms de chiffres (pet 5, šest 6, sedam 7, osam 8, devet 9) sont invariables.
Jedan se décline comme les adjectifs à forme courte. Il a aussi des formes de pluriel, utilisées avec des noms pluralia tantum (qui n’ont que la forme de pluriel) : jedne makaze (fém.) « une paire de ciseaux », jedna vrata (neutre) « une porte ».
Les autres noms de chiffres se déclinent comme suit :
| N. | dva   | dve   | tri   | četiri   |
| G. | dvaju | dveju | triju | četiriju |
| D. | dvama | dvema | trima | četirima |
| A. | dva   | dve   | tri   | četiri   |
| I. | dvama | dvema | trima | četirima |
| L. | dvama | dvema | trima | četirima |

Les numéraux correspondant aux nombres de 11 à 19 étaient à l’origine des syntagmes formés selon la formule nom de chiffre + la préposition na + deset 10, ce qui a donné jedanaest 11, dvanaest 12, etc.
Les numéraux correspondant aux dizaines plus grandes que 10 sont des mots composés, par exemple dva « deux » + deset « dix » > dvadeset « vingt ». Dans certains, le premier composant a subi des modifications phonétiques, par exemple šest « six » + deset > šezdeset « soixante ».
Les numéraux correspondant aux centaines ont deux variantes. L’une est un mot composé avec le numéral sto « cent ». Celui-ci reste avec sa forme de base dans les noms des nombres 400 à 900 : četiristo, petsto, etc., mais prend la forme sta dans dvesta 200 et trista 300. La seconde variante est formée de deux mots, avec le nom féminin stotina dérivé de sto. Conformément aux règles des constructions du numéral avec le mot du syntagme qu’ils forment ensemble (voir la section suivante), stotina est au nominatif duel dans dve stotine 200, tri stotine 300 et četiri stotine 400, étant au génitif pluriel dans les autres noms de centaines : pet stotina 500, etc.
Le correspondant de « mille » est hiljada, un nom féminin, celui de « million » – milion (nom masculin) et celui de « milliard » – milijarda (nom féminin).
La particularité de stotina, hiljada et milijarda est que, constituant seuls le nom de nombre, ils prennent la forme d’accusatif singulier à la place de toutes les formes casuelles qu’ils devraient avoir en tant que noms féminins : Postoji stotinu razloga za to « Il y a cent raisons à cela », Reč je o hiljadu dolara « Il s’agit de mille dollars », Milijardu ljudi gladuje « Un milliard de gens souffrent de la faim ».

###### Constructions avec les numéraux cardinaux
Numéral + nom ou/et adjectif
- La quantité zéro s’exprime avec le génitif pluriel du nom ou de l’adjectif : nula / ništa listova « zéro journaux ».
- Jedan « un », jedna « une », jedno (neutre) et les nombres qui finissent par ce chiffre s’accordent avec le nom du syntagme comme toute épithète : jedan metar « un mètre », dvadeset jedan metar « 21 mètres ».
- Dva « deux », dve (féminin), tri « trois » et četiri « quatre », ainsi que les nombres se terminant par ces chiffres sont suivis du nom / de l’adjectif au nominatif duel, quelle que soit la fonction syntaxique du syntagme : dva metra « deux mètres », trideset tri metra « 33 mètres ».
- Avec pet « cinq » et les chiffres suivants, ainsi qu’avec les nombres finissant par ces chiffres, le nom / l’adjectif se met au génitif pluriel : pet metara « cinq mètres », trideset osam metara « 38 mètres », trideset dobrih ljudi « 30 hommes bons ».

Numéral + pronom personnel. Dans cette construction, le pronom personnel est au génitif avec tous les numéraux, sauf jedan : nas tri « nous trois », ih deset « eux dix ».
Sujet + verbe
Quand le verbe est à une forme sans adjectif verbal, avec dva, dve, tri et četiri, ainsi qu’avec les nombres qui se terminent par ces chiffres présents dans le syntagme du sujet, le verbe se met au pluriel [Dve knjige nedostaju « Il manque deux livres » (littéralement, « Deux livres manquent »)], mais avec les chiffres de 5 à 9 et les nombres se terminant par ces chiffres ou par 0, le verbes est au singulier : Dvadeset pet knjiga nedostaje « Il manque 25 livres ».
Aux formes verbales composées avec un adjectif verbal il y a deux situations :
- Avec les chiffres dva, dve, tri et četiri, l’adjectif verbal a la forme de nominatif duel, avec la désinence -a si le nom du syntagme du sujet est masculin ou neutre, avec la désinence -e s’il est féminin : Stigla su dvadeset četiri autobusa (adjectif verbal actif) « 24 autobus sont arrivés », Dve radnice su otpuštene (adjectif verbal passif) « Deux ouvrières ont été licenciées ».
- Avec les autres chiffres, l’adjectif verbal est au neutre singulier, quel que soit le genre du sujet : Stiglo je pet autobusa « Cinq autobus sont arrivés », Dvadeset radnica je otpušteno « Vingt ouvrières ont été licenciées ».

##### Numéraux ordinaux
Ces numéraux ont les désinences spécifiques pour les adjectifs à forme longue, ajoutées aux nombres cardinaux. Dans  peti « cinquième », šesti « sixième », de deveti « neuvième » à dvadeseti « vingtième » et dans les autres numéraux correspondant aux dizaines (trideseti « trentième », etc.), le mot base ne subit pas de modifications phonétiques. Dans sedmi « septième » (< sedam), osmi « huitième » (< osam), stoti « centième » (< sto), hiljaditi « millième » (< hiljada), milioniti (< milion) și milijarditi (< milijarda) il y a des changements mineurs (chute de a, t de liaison, etc.). Dans treći « troisième » (< tri) et četvrti « quatrième » (< četiri) il y a des changements plus importants, et les correspondants ordinaux de jedan et de dva sont des mots avec un radical différent : prvi « premier » et drugi « second, deuxième ». Pour le dernier chiffre d’un nombre, on utilise les mêmes formes que pour les chiffres seuls : dvadeset prvi « vingt-et-unième », trideset drugi « trente-deuxième ».

##### Numéraux collectifs
Les deux premiers numéraux de cette catégorie sont dvoje « deux » et troje « trois ». Les autres se forment avec le suffixe -oro : četvoro « quatre », petoro « cinq », etc. Ces numéraux s’utilisent :
- avec les noms collectifs : troje dece « trois enfants » ;
- pour désigner des groupes de personnes de sexes différents : nas dvoje « nous deux » (de sexes différents), osmoro učenika « huit élèves » (filles et garçons).

Avec ces numéraux, le nom / l’adjectif se met au génitif singulier.

##### Substantifs numéraux
Dans cette catégorie il y a trois genres de noms, dérivés des numéraux cardinaux, ordinaux et collectifs, respectivement.
Les numéraux approximatifs se forment avec le suffixe -ak ajouté aux numéraux cardinaux correspondant à 10, 12, 15, aux dizaines et aux centaines. De tels numéraux sont desetak « une dizaine », dvanaestak « une douzaine », petnaestak « une quinzaine », dvadesetak « une vingtaine », stotinak « une centaine », dvestotinak « deux centaines », etc. Ils se construisent avec le nom / l’adjectif au génitif pluriel.
Les numéraux franctionnaires sont dérivés des ordinaux avec le suffixe -ina: trećina « un tiers », četvrtina « un quart », petina « un cinquième ». Le correspondant de « moitié, demie » est polovina.
Les substantifs formés avec le suffixe -ica à partir des numéraux collectifs sont dvojica, trojica, četvorica, etc. Ils ne s’emploient qu’avec des noms de personnes de sexe masculin ou des pronoms qui se réfèrent à de tels noms : nas dvojica « nous deux » (hommes), à la différence de nas dvoje « nous deux » (un homme et une femme). Ils peuvent remplacer les numéraux cardinaux mais par rapport à la plupart de ceux-ci, qui sont invariables, ceux avec -ica se déclinent comme tout nom de la 2e déclinaison. Le pronom personnel les précède au cas génitif et le nom / l’adjectif les suit au génitif pluriel : Došao je s petoricom drugova « Il est venu avec cinq camarades ».

##### Noms des chiffres
Chaque chiffre a un nom du genre féminin : jedinica, dvojka, trojka,  četvorka, petica, etc. Exemple en phrase : Dobio sam dvojku iz matematike. « J’ai eu deux en maths ».

#### Le verbe

##### Aspects des verbes
Comme les autres langues slaves, le serbe connaît la catégorie grammaticale de l’aspect exprimé de façon systématique du point de vue morphologique.
Un verbe imperfectif exprime le fait que le procès était, est, sera ou qu’on souhaite qu’il soit en cours de se dérouler. La plupart de ces verbes peuvent aussi être itératifs, c’est-à-dire exprimer un procès effectué de façon répétée. Exemples :
- Učenici pišu zadatak « Les élèves écrivent/sont en train d’écrire un devoir » – aprocès en cours de se dérouler dans le présent ;
- Pio sam kavu i gledao prema moru « Je buvais du café et je regardais la mer » – en fonction du contexte, procès en cours de se dérouler ou répété dans le passé ;
- Pisaću ti svakog dana « Je t’écrirai tous les jours » – procès qui se répètera dans le futur ;
- Hoću da gledam televiziju « Je veux regarder la télé » – procès qu’on souhaite qu’il soit en cours de se dérouler ou qu’il se répète.

Un verbe perfectif exprime le fait que le procès a été ou sera accompli. Il y a plusieurs catégories de tels verbes :
- momentanés, par exemple udariti « frapper », skočiti « sauter » ;
- inchoatifs (exprimant le début d’un procès) : zaspati « s’endormir », zapevati « commencer à chanter » ;
- complétifs (exprimant le fait que le procès est mené jusqu’au bout) : pojesti « manger (complètement) », napuniti « remplir », pročitati « lire (jusqu’au bout) », izgoreti « brûler (complètement) » (verbe intransitif) ;
- intensifs : zaigrati se « jouer (en étant absorbé dans son jeu, en ne voyant pas le temps passer) », uležati se « rester couché (pendant longtemps) » ;
- satifs (exprimant le fait que le procès est mené jusqu’à la limite du possible) : najesti se « se rassasier », naspavati se « dormir (tout son soûl) », naigrati se « jouer (jusqu’à épuisement) ».

En français, on ne peut rendre ces aspects par des moyens morphologiques autres que des formes de passé. Ainsi, l’imperfectif est implicite à l’imparfait français et le perfectif – au passé composé et au passé simple.
Un verbe perfectif n’est utilisé qu’exceptionnellement avec sa forme de présent en phrase simple ou en proposition principale. Le présent d’un tel verbe s’emploie en subordonnée, où il se réfère en fait au futur : Oni traže da pročitam knjigu « Ils demandent que je lise le livre », Ako pročitam knjigu, javiću vam « Si je lis le livre, je vous le ferai savoir ».
Certains verbes sont imperfectifs ou perfectifs avec la même forme, par exemple videti : Pred sobom je video beskrajnu ravnicu « Il voyait devant lui une plaine infinie » (imperfectif), Obradovao se kad me je video « Il s’est réjoui quand il m’a vu(e) » (perfectif). Ce sont surtout les verbes d’origine étrangère qui entrent dans cette catégorie : organizovati « organiser », formirati « former », etc. Par contre, la plupart des verbes forment des paires imperfectif–perfectif. Le correspondant perfectif d’un verbe imperfectif, ou celui imperfectif d’un verbe perfectif peut se réaliser par divers moyens.
Parfois on forme un verbe perfectif ayant le même sens lexical que son correspondant imperfectif, par :
- adjonction du suffixe -nu- : dremati « être assoupi, sommeiller » > dremnuti « s’assoupir, sommeiller un moment » ;
- adjonction de certains préfixes :
  - na- : pisati « écrire » > napisati « écrire (quelque chose complètement) » ;
  - o- : stariti > ostariti « vieillir » ;
  - od- : igrati « jouer » > odigrati « jouer (jusqu’au bout) » (par exemple une partie) ;
  - po- : gledati « regarder » > pogledati « jeter un regard » ;
  - pro- : čitati « lire » > pročitati « lire (quelque chose jusqu’au bout) » ;
  - sa- : kriti > sakriti « cacher » ;
  - u- : pitati « demander, questionner » > upitati « poser une question » ;
  - za- : čuditi se > začuditi se « s’étonner ».

D’autres fois, à partir d’un verbe imperfectif on obtient, par ajout d’un préfixe, un verbe perfectif de sens plus ou moins proche de celui du verbe imperfectif :
- pisati « écrire » > dopisati « ajouter par écrit », prepisati « transcrire, copier » ;
- seći « couper » > odseći « éloigner en coupant ».

On forme des verbes imperfectifs à partir de perfectifs en général par :
- changement de la terminaison de l’infinitif -ati, -iti ou -eti par, respectivement, -avati, -ivati et -evati : obećati > obećavati « promettre », prepisati > prepisivati « transcrire, copier », uspeti > uspevati « réussir » ;
- ajout de la syllabe -ja- devant le suffixe de l’infinitif : ustati > ustajati « se lever » ;
- introduction de la voyelle i dans le radical du verbe : ubrati > ubirati « cueillir » ;
- changement dans le radical de la voyelle o en a, ce qui mène également au changement de la voyelle devant le suffixe de l’infinitif : stvoriti > stvarati « créer ».

Certaines paires imperfectif–perfectif sont formées avec des radicaux différents, le(s) préfixe(s) étant le(s) même(s) aux deux aspects :
- dolaziti – doći « venir » ;
- nalaziti – naći « trouver » ;
- nadolaziti – nadoći « croître, enfler » (avec deux préfixes) ;
- izlaziti – izaći « sortir ».

##### Conjugaison
Le nombre de classes de conjugaison serbes est controversé. Par exemple Moldovan et Radan 1996 prend en compte sept classes et Jolić 1972 – huit. De plus, certaines classes comprennent des sous-classes, parfois très différentes les unes des autres, c’est pourquoi certains linguistes, tel Ivan Klajn, considèrent qu’on ne peut pas parler de classes de conjugaison au sens de celles établies pour les langues romanes, par exemple. Il classe les verbes réguliers en 29 types de conjugaison, d’après la terminaison de leur infinitif et de leur forme de 1re personne du singulier de l’indicatif présent.
Exemple de verbe régulier, aux modes et aux temps les plus utilisés :
| Mode            | Temps        | Forme                                                                |                    |
| --------------- | ------------ | -------------------------------------------------------------------- | ------------------ |
| Infinitif       | Infinitif    | tresti « secouer »                                                   | tresti « secouer » |
| Indicatif       | Présent      | tresem « je secoue »                                                 |                    |
| Indicatif       | Présent      | treseš                                                               |                    |
| Indicatif       | Présent      | trese                                                                |                    |
| Indicatif       | Présent      | tresemo                                                              |                    |
| Indicatif       | Présent      | tresete                                                              |                    |
| Indicatif       | Présent      | tresu                                                                |                    |
| Indicatif       | Parfait      | tresao, tresla, treslo sam « je secouais »                           |                    |
| Indicatif       | Parfait      | tresao, -la, -lo si                                                  |                    |
| Indicatif       | Parfait      | tresao, -la, -lo je                                                  |                    |
| Indicatif       | Parfait      | tresli, -le, -la smo                                                 |                    |
| Indicatif       | Parfait      | tresli, -le, -la ste                                                 |                    |
| Indicatif       | Parfait      | tresli, -le, -la su                                                  |                    |
| Indicatif       | Futur 1      | trešću « je secouerai »                                              |                    |
| Indicatif       | Futur 1      | trešćeš                                                              |                    |
| Indicatif       | Futur 1      | trešće                                                               |                    |
| Indicatif       | Futur 1      | trešćemo                                                             |                    |
| Indicatif       | Futur 1      | trešćete                                                             |                    |
| Indicatif       | Futur 1      | trešće                                                               |                    |
| Conditionnel    | Conditionnel | tresao, -la, -lo bih « je secouerais, j’aurais secoué                |                    |
| Conditionnel    | Conditionnel | tresao, -la, -lo bi                                                  |                    |
| Conditionnel    | Conditionnel | tresao, -la, -lo bi                                                  |                    |
| Conditionnel    | Conditionnel | tresli, -le, -la bismo                                               |                    |
| Conditionnel    | Conditionnel | tresli, -le, -la biste                                               |                    |
| Conditionnel    | Conditionnel | tresli, -le, -la bi                                                  |                    |
| Impératif       | Impératif    | tresi! « secoue ! »                                                  |                    |
| Impératif       | Impératif    | neka trese!                                                          |                    |
| Impératif       | Impératif    | tresimo!                                                             |                    |
| Impératif       | Impératif    | tresite!                                                             |                    |
| Impératif       | Impératif    | neka tresu!                                                          |                    |
| Participe       | présent      | tresući « secouant »                                                 |                    |
| Participe       | passé        | potresavši ou potresav « ayant secoué »                              |                    |
| Adjectif verbal | actif        | tresao, -la, -lo, -li, -le, -la                                      |                    |
| Adjectif verbal | passif       | tresen, tresena, treseno, treseni, tresene, tresena « secoué(e)(s) » |                    |

Remarques concernant les formes verbales :
1. Le verbe auxiliaire biti « être » est irrégulier. À l’indicatif présent, aspect perfectif, il a la forme budem, etc. et son correspondant imperfectif a aux mêmes mode et temps, avec un radical différent, la forme jesam, etc..
2. Le verbe auxiliaire du parfait est biti à l’indicatif présent, aspect imperfectif, jesam, qui a aussi des formes brèves, atones, celles qui apparaissent ci-dessus.
3. Au parfait, 3e personne du singulier des verbes à pronom réfléchi, l’auxiliaire je est presque toujours omis : On se rodio 1797. godine « Il est né en 1797 ».
4. Au conditionnel, le verbe auxiliaire biti est à l’aoriste (voir plus bas Formes moins utilisées).
5. Aux formes composées avec l’auxiliaire biti (parfait et conditionnel), l’adjectif verbal actif s’accorde en genre et en nombre avec le sujet.
6. Le futur 1 se forme généralement avec la forme brève du verbe hteti « vouloir » à l’indicatif présent, ajouté à l’infinitif du verbe à sens lexical sans le suffixe -ti (Pevaćeš « Tu chanteras »), mais en présence d’un sujet exprimé par un mot à part, l’auxiliaire se détache du verbe qui, dans ce cas, prend la forme complète de l’infinitif, et l’auxiliaire se place devant celle-ci : Ti ćeš pevati « Toi, tu chanteras ».
7. Aux formes composées, le verbe à sens lexical peut être omis pour éviter sa répétition, surtout dans les dialogues. Exemples :
– au parfait : Ja nisam ništa pio te noći, ali moji drugovi jesu « Je n’ai rien bu cette nuit-là, mais mes amis ont bu ».
– au futur : – Hoćeš li raditi sutra? – Neću. « – Vas-tu travailler demain ? – Non. »
– au conditionnel : – Biste li hteli malo torte? – Hvala, ne bih. « – Voudriez-vous un peu de gâteau ? – Non, merci. »
8. L’ordre et l’interdiction se référant à la 3e personne s’expriment avec la conjonction nek(a) + la forme d’indicatif présent : Neka uđe taj gospodin « Qu’il entre, ce monsieur ».
Particularités d’emploi des formes verbales :
1. Précédée de la conjonction da, la forme de parfait peut être utilisée à la place de celle d’impératif pour exprimer un ordre ou une interdiction plus énergiques que celle-ci : Smesta da si došao! « Viens tout de suite ! », Da se nisi makao! « Ne bouge surtout pas ! »
2. Le subjonctif présent français a pour correspondant serbe l’indicatif présent avec la conjonction da : Hoću da pevaš « Je veux que tu chantes ».
3. Un emploi particulier de la forme de conditionnel, sans sa valeur de base, sert à exprimer un procès répété dans le passé : Što bi zaradio, to bi odmah i potrošio… « Quoi qu’il ait gagné, il le dépensait aussitôt ».
4. L’adjectif verbal actif s’emploie principalement en tant qu’élément composant de certaines formes composées : le parfait, le conditionnel, etc. Plus rarement, il est utilisé sans auxiliaire, par exemple dans des vœux (Dobro nam došli! « Soyez les bienvenus ! ») ou dans des imprécations : Đavo te odneo! « Que le diable t’emporte ! »
5. C’est l’adjectif verbal passif qui peut être employé en tant qu’adjectif proprement-dit. Dans le domaine du verbe, il sert à exprimer la voix passive. La particularité de celle-ci en serbe est que le verbe biti « être » y est utilisé seulement au présent. Il a la valeur de présent quand on exprime un état ou une qualité (Vrata su otvorena « La porte est ouverte ») et de passé lorsqu’on exprime une action : Škola je otvorena 1932. godine « L’école a été ouverte en 1932 ».
6. Seuls les verbes imperfectifs peuvent avoir la forme de participe présent, celle de participe passé étant normalement réservée au verbes perfectifs. Le présent exprime une action du sujet simultanée avec celle du verbe principal (Sedeći na terasi, mogla je sve da vidi « Assise sur la terrasse, elle pouvait tout voir ») et le passé – u, procès antérieur : Zauzeli su prvo mesto na tabeli pobedivši sve protivnike « Ils ont occupé la première place du classement en ayant vaincu tous leurs adversaires ».

Formes moins utilisées :
- L’aoriste (tresoh « je secouai ») est utilisé dans la narration littéraire pour exprimer des procès accomplis dans le passé, ayant à peu près les mêmes valeurs que le passé simple en français. Dans la langue parlée, on utilise avec les mêmes valeurs le parfait des verbes perfectifs.
- L’imparfait (tresiah « je secouais ») est employé seulement dans la langue littéraire et dans certains énoncés figés, tel Gde to beše? « Où était-ce ? ». À la place de l’imparfait, on utilise le parfait des verbes imperfectifs.
- Le plus-que-parfait se forme de deux façons : du parfait de biti « être » + l’adjectif verbal actif, ou de l’imparfait du verbe biti + l’adjectif verbal actif : Već je bio ostario / bejaše ostario a oči ga nisu služile kao ranije « Il avait déjà vieilli et ses yeux ne le servaient plus comme avant ». Il exprime l’antériorité d’un procès par rapport à un autre procès du passé, mais il est vieilli, étant remplacé dans la langue actuelle par le parfait. La seconde forme est encore plus désuète que la première.
- Le futur 2 se forme avec le présent perfectif du verbe biti « être » + l’adjectif verbal actif : budem tresao. Il s’emploie seulement dans des propositions subordonnées. Celui des verbes imperfectifs exprime un procès simultané avec un autre procès futur, exprimé par le futur 1 : Spremiću stan dok ti budeš spavao « Je ferai le ménage dans l’appartement pendant que tu dormiras ». Celui des verbes perfectifs exprime un procès futur antérieur à un autre procès futur (Uzmi ono što budeš našao « Prends ce que tu auras trouvé »), sauf dans son emploi pour le verbe d’une proposition introduite par la locution conjonctive pre nego što, quand il exprime un procès futur postérieur à un autre procès futur : Pre nego što budem pošla, javiću vam se « Avant de partir, je vous préviendrai ». Dans la plupart des cas, le futur 2 peut être remplacé par le présent du verbe de même aspect.
- Le conditionnel a aussi un temps passé, rarement utilisé dans la langue actuelle, formé du conditionnel du verbe biti et de l’adjectif verbal actif du verbe à sens lexical. Sa valeur est rendue par le conditionnel présenté plus haut. Le passé se distingue du présent par le contexte. Par exemple, au lieu de Bio bih došao da ste me zvali, on dit Došao bih da ste me zvali « Je serais venu si vous m’aviez appelé ».

##### Forme négative du verbe
En général, le verbe est nié avec la particule ne placée devant lui : ne tresem « je ne secoue pas », ne bih tresao « je ne secouerais pas ».
Aux formes de participe et d’adjectif verbal, la négation forme un seul mot avec le verbe : netresući « ne secouant pas », netresen « non secoué ».
À l’indicatif présent des verbes imati « avoir », hteti « vouloir » et biti « être », la négation remplace la première syllabe du verbe, avec biti la négation ayant la variante ni-. Exemples : imam – nemam « je n’ai pas », hoću – neću « je ne veux pas », jesam – nisam « je ne suis pas ».
Au futur, forme négative, l’auxiliaire est détaché du verbe : pevaću – neću pevati « je ne chanterai pas ».
L’impératif négatif peut se former de trois façons :
- Le plus souvent, on utilise, avec les verbes imperfectifs et perfectifs, deux constructions avec le verbe défectif nemoj[72] :
  - suivi de l’infinitif du verbe nié : Nemoj / Nemojmo / Nemojte tresti! « Ne secoue / secouons / secouez pas ! » ;
  - suivi de la conjonction da + l’indicatif présent du verbe nié : Nemoj da treseš! / Nemojmo da tresemo! / Nemojte da tresete!
- La construction ne + la forme positive de l’impératif s’emploie d’habitude avec les verbes imperfectifs : Ne tresi! / Ne tresimo! / Ne tresite!

#### L’adverbe
Comme en français, il y a en serbe des adverbes primaire, tels sad(a) « maintenant » et tamo « là-bas », mais la plupart proviennent d’autres classes grammaticales, principalement d’adjectifs :
- Le plus souvent on utilise en tant qu’adverbe la forme de nominatif singulier neutre de certains adjectifs à forme courte : brz avion « avion rapide » > Avion brzo leti « L’avion vole rapidement ». La forme de l’adjectif verbal passif de certains verbes devient adverbe de la même façon : preteran, -a, -o « exagéré, -e » – preterano glasan « exagérément sonore ».
- La forme de nominatif singulier masculin de certains adjectifs à forme longue terminés en -skī peut aussi devenir adverbe, par raccourcissement de son ī : lavovskī « de lion » – Borio se lavovski « Il a combattu comme un lion ».

Certains adverbes peuvent être groupés en systèmes. C’est le cas de ceux de lieu, qui expriment trois degrés d’éloignement, comme les pronoms démonstratifs :
| Question                         | Lieu près du locuteur | Lieu près du destinataire | Lieu éloigné et du locuteur, et du destinataire |
| -------------------------------- | --------------------- | ------------------------- | ----------------------------------------------- |
| gde? « où ? »                    | ovde « ici »          | tu « là »                 | (onde), tamo « là-bas »                         |
| (kamo?), kud(a)? « (vers) où ? » | ovamo « (vers) ici »  | tamo « (vers) là »        | onamo « (vers) là-bas »                         |
| kud(a)? « par où ? »             | ovuda « par ici »     | tuda « par là »           | onuda « par là-bas »                            |

Dans la langue plus ancienne, ce système était plus cohérent ; on utilisait les mots ici entre parenthèses là où il y en a deux dans le tableau. Dans la langue actuelle kud(a)? est employé avec deux sens [« par où ? » et « (vers) où ? »], de même que tamo [« (vers) là » et « là-bas »].
Il y a aussi un système triple d’adverbes de manière et de quantité :
| kako? « comment ? »   | ovako « comme ceci/cela/ça » (près du locuteur) | tako « comme ceci/cela/ça » (près du destinataire) | onako « comme cela/ça » (loin du locuteur et du destinataire) |
| koliko? « combien ? » | ovoliko « tant » (que près du locuteur)         | toliko « tant » (que près du destinataire)         | onoliko « tant » (que loin du locuteur et du destinataire)    |

Certains adverbes de lieu, de temps et de manière indéfinis sont formés avec les mêmes éléments premiers que les pronoms indéfinis correspondants :
| gde? « où ? »                 | kud(a)? « (vers) où ? »                           | kad(a)? « quand ? »                                         | kako? « comment ? »                   |
| ----------------------------- | ------------------------------------------------- | ----------------------------------------------------------- | ------------------------------------- |
| negde « quelque part »        | nekud(a) « (vers) quelque part »                  | nekad(a) « à un moment (quelconque) »                       | nekako « d’une façon ou d’une autre » |
| (svagde), svud(a) « partout » | (svukuda), svud(a) « dans toutes les directions » | (svagda), uvek « n’importe quand »                          | svakako « de toute façon »            |
| nigde « nulle part »          | nikud(a) « (vers) nulle part »                    | nikad(a) « jamais »                                         | nikako « d’aucune façon »             |
| igde « quelque part »         | ikuda(a) « (vers) quelque part »                  | ikad(a) « à un moment (quelconque), jamais » (sens positif) | ikako « d’une façon ou d’une autre »  |

Parmi ces adverbes aussi certains (ceux entre parenthèses) sont vieillis, étant remplacés par d’autres. Ainsi, svud(a) « dans toutes les directions » a aussi le sens « partout » et « n’importe quand » s’exprime par uvek dont le sens principal est « toujours ».
Les adverbes formés avec i- sont utilisés dans des propositions interrogatives et des subordonnées conditionnelles : Jesi li ga igde video? « L’as-tu vu quelque part ? », Da sam ikako mogao, došao bih « Si j’avais pu venir par quelque moyen que ce soit, je serais venu ».
On forme des adverbes composés en général avec une préposition et un adverbe ou un mot d’une autre classe grammaticale :
- za « pour » + l’adverbe malo « peu » > zamalo « presque » ;
- s « à partir de » (une surface) + le nom mesto « lieu » > smesta « tout de suite, aussitôt, sur-le-champ » ;
- na « sur » + l’adjectif veliko « grand » > naveliko « en grand ».

Dans certains adverbes ainsi formés avec des adverbes de lieu, ceux-ci changent de forme : do « jusqu’à » + gde « où » > dokle « jusqu’où », od « de » + ovde « ici » > odavde « d’ici », etc.
Les adverbes de manière, de quantité et certains adverbes de temps ont des degrés de comparaison. Leur comparatif de supériorité a la forme de comparatif des adjectifs correspondants au nominatif singulier neutre et leur superlatif relatif de supériorité se forme avec le même préfixe. Exemple : brzo « vite » > brže « plus vite » > najbrže « le plus vite ». Quelques adverbes ont pour comparatif un autre mot : dobro « bien » – bolje « mieux », mnogo « beaucoup » – više « plus, davantage », malo « peu » – manje « moins », loše « mal » – gore « plus mal, pis ».

#### La préposition
On peut distinguer des mots utilisés exclusivement en tant que prépositions (bez « sans », k(a) « vers », na « sur ») et des mots dont cette fonction n’est que secondaire. Ce sont :
- des adverbes, par exemple posle : Posle smo otišli na večeru « Ensuite nous sommes allés dîner » – Naći ćemo se posle časa « On va se retrouver dans un moment » ;
- des noms au nominatif singulier : mesto « lieu, place » – Uradiću to mesto tebe « Je ferai ça à ta place » ;
- des noms à l’instrumental singulier : pomoć « aide » – Krug se crta pomoću šestara « Le cercle se dessine à l’aide d’un compas ».

Il y a aussi des prépositions composées de :
- deux prépositions : iz « de » + među « entre » > između « entre, d’entre » ;
- une préposition et un nom : na « à » + kraj « bout » > nakraj « au bout de ».

La préposition est utilisée devant un syntagme nominal pour former un complément. Ses éléments nominaux doivent être à un certain cas (sauf le nominatif et le vocatif), celui qui est exigé par la préposition. La plupart des prépositions sont utilisées avec un seul cas :
- avec le génitif : bez « sans » ; blizu « à proximité de » ; do « jusqu’à » ; duž « le long de » ; ispod « au-dessous de » ; ispred « devant » ; iz « de » ; iza « au-delà de, derrière » ; između « entre » ; iznad « au-dessus de » ; kod « près de, auprès de » ; pored « à côté de » ; posle « après » ; pre « avant » ; preko « par-dessus, par » ; protiv « contre » ; radi « dans le but de » ; umesto « à la place de » ; usred « au milieu de » ; zbog « à cause de » ;
- avec le datif : k(a) « vers » ;
- avec l’accusatif : kroz « à travers, par-dessus » ; niz(a) « vers le bas de » ; uz(a) « près de, à côté de, avec, aux côtés de », etc. ; za « pour » ;
- avec le locatif : po « par, d’après » ; pri « à, à l'occasion de, au moment de, près le/la/les ».

D’autres prépositions régissent deux cas, voire trois, en fonction de leur sens ou de la nature du verbe régent.
| Préposition | Cas          | Conditions d’emploi                                         | Exemple                                                  |
| ----------- | ------------ | ----------------------------------------------------------- | -------------------------------------------------------- |
| među        | accusatif    | avec des verbes exprimant le déplacement vers un lieu       | ići među ljude « aller parmi les gens »                  |
| među        | instrumental | avec des verbes n’exprimant pas le déplacement vers un lieu | biti među ljudima « être parmi les gens »                |
| na          | accusatif    | avec des verbes exprimant le déplacement vers un lieu       | postaviti na sto « mettre sur la table »                 |
| na          | locatif      | avec des verbes n’exprimant pas le déplacement vers un lieu | biti na stolu « être sur la table »                      |
| nad(a)      | accusatif    | avec des verbes exprimant le déplacement vers un lieu       | uzdigati se nad more « s’élever au-dessus de la mer »    |
| nad(a)      | instrumental | avec des verbes n’exprimant pas le déplacement vers un lieu | nalaziti se nad morem « se trouver au-dessus de la mer » |
| o           | accusatif    |                                                             | obesiti o nešto « accrocher à quelque chose »            |
| o           | locatif      |                                                             | govoriti o nečemu « parler de quelque chose »            |
| pod(a)      | accusatif    | avec des verbes exprimant le déplacement vers un lieu       | padati pod stolicu « tomber sous la chaise »             |
| pod(a)      | instrumental | avec des verbes n’exprimant pas le déplacement vers un lieu | ležati pod stolicom « être couché sous la chaise »       |
| pred(a)     | accusatif    | avec des verbes exprimant le déplacement vers un lieu       | pozoviti pred kralja « faire venir devant le roi »       |
| pred(a)     | instrumental | avec des verbes n’exprimant pas le déplacement vers un lieu | govoriti pred kraljem « parler devant le roi »           |
| s(a)        | génitif      |                                                             | skočiti sa stola « sauter de la table »                  |
| s(a)        | instrumental | avec des noms d’animés                                      | s mužem « avec son mari »                                |
| u           | génitif      |                                                             | u Branka Ćopića « chez Branko Ćopić » (dans son œuvre)   |
| u           | accusatif    | avec des verbes exprimant le déplacement vers un lieu       | ići u selo « aller dans le village »                     |
| u           | locatif      | avec des verbes n’exprimant pas le déplacement vers un lieu | živeti u selu « habiter/vivre dans le village »          |
| za          | accusatif    |                                                             | za profesora « pour le professeur »                      |
| za          | instrumental |                                                             | za profesorom « derrière le / à la suite du professeur » |
| za          | génitif      |                                                             | za života « tout le temps de la vie »                    |

Remarque : Dans le cas de certaines prépositions, il y a alternance a ~ ∅. La voyelle a est ajoutée à la préposition pour rendre la prononciation plus facile lorsque le mot suivant commence par la même consonne que la dernière consonne de la préposition, par une consonne du même type, ou par un groupe de consonnes : s majkom « avec la mère », mais sa sestrom « avec la sœur » ; pred tobom « devant toi », mais preda mnom « devant moi ».

#### La conjonction
À côté de conjonctions primaires (i « et », ili « ou », ako « si », etc.), il y en a qui sont des adverbes à l’origine, par exemple kad(a) « quand » : Kad se vraćaš? (adverbe) « Quand reviens-tu ? » vs Razgovaraćemo kad se budem vratio (conjonction) « Nous causerons quand je serai de retour ».
Il y a aussi des locutions conjonctives : kao da « comme si », zato što « parce que », zbog toga što « parce que », etc.
Particularités d’emploi :
- Il y a deux conjonctions qui correspondent à « et ». I relie des mots ayant la même fonction syntaxique et aussi des propositions coordonnées, alors que a ne relie que des propositions. Dans cet emploi, a peut remplacer i (Mališan recituje a njegova sestra peva « Le petit récite des vers et sa sœur chante »), mais le fait obligatoirement si la proposition qui la suit contient i au sens de « aussi » ou la conjonction ni « non plus » : Juče je padala kiša a i danas će « Hier il a plu et aujourd’hui aussi il va pleuvoir », Juče nije padala kiša a ni danas neće « Hier il n’a pas plu et aujourd’hui non plus il ne va pas pleuvoir ».
- La locution conjonctive a da a le sens « sans que » : Prešao je granicu a da mu nisu tražili pasoš « Il a franchi la frontière sans qu’on lui demande son passeport ».
- La conjonction pa a un sens proche de « et », étant utilisée pour :
  - exprimer la succession : Operi prednje pa zadnje staklo « Lave le pare-brise, puis la lunette » ;
  - exprimer la conséquence : Radili su pa se umorili « Ils ont travaillé et ont fatigué » ;
  - énumérer : Najbliži Suncu je Merkur, pa Venera, pa Zemlja… « Les plus proches du Soleil sont Mercure, puis Vénus, puis la Terre… »
- Les conjonctions što et, plus rarement, da peuvent être corrélées avec le pronom démonstratif to qui fait partie de la proposition principale et se trouve juste devant elles : To što voli da crta ne znači da će biti slikar « Qu’il aime dessiner ne veut pas dire qu’il sera peintre » (littéralement, « Cela qu’il aime… »), Nije bilo reči o tome da se kandidati sami sebe predlažu « Il n’a pas été question que les candidats se proposent eux-mêmes » (litt. «… de ce que… »).
- Les conjonctions kao et nego introduisent des compléments. Ce sont les locutions formées par ces conjonctions avec što et avec da qui introduisent des propositions :

Zaposlio se kao prodavac « Il s’est fait embaucher comme vendeur » vs Došao sam kao što sam obećao « Je suis venu comme je l’ai promis » ;
Imaš više sreće nego pameti « Tu as plus de chance que d’intelligence » vs Platio si više nego što je trebalo « Tu as payé plus qu’il fallait », Bolje je da se vratimo nego da uzalud čekamo « Nous ferions mieux de retourner plutôt que d’attendre en vain ».

#### La particule
Les particules sont considérées dans les grammaires du serbe comme constituant une classe grammaticale à part. La particule y est définie comme un mot invariable indiquant l’attitude du locuteur à l’égard du contenu de l’énoncé. Beaucoup de ces mots ont pour équivalents français des adverbes ou des locutions adverbiales appelés modalisateurs.
Le sens de la particule dépend en général des circonstances concrètes de la communication. Par exemple le mot samo, dont le sens principal est « seulement », peut servir à :
- attirer l’attention : Samo da znaš šta sam juče video! « Si tu savais ce j’ai vu hier ! »
- menacer : Samo da mi dođi kasno! « Rentre tard et tu vas m’entendre ! »
- exprimer un souhait : Samo da mi se on vrati! « Pourvu qu’il revienne à moi ! »

Les particules les plus fréquentes :
- particules de précision : baš « juste(ment) », i « aussi », upravo « juste(ment) », taman « juste(ment) ». Exemple en phrase : Baš meni se to moralo desiti! « Ça ne pouvait arriver qu’à moi ! »
- particules modales : besumnje « sans aucun doute » ; dakako « bien sûr » ; jedva « à peine » ; možda « peut-être » ; naprotiv « au contraire » ; nipošto « en aucune façon » ; sigurno « bien sûr, sûrement » ; uistinu « vraiment » ; umalo « presque » ; valjda « peut-être » ; verovatno « probablement » ; zaista « vraiment ». En phrase : – Hoćeš li sutra doći? – Dakako da ću doći. « – Tu viendras demain ? – Bien sûr que je viendrai. » ; Ceo dan učiš, sigurno si umoran. « Tu étudies toute la journée, tu es sûrement fatigué. » ; Umalo da zaboravim pasoš « J’ai failli oublier mon passeport »
- particules présentatives : evo, eto, eno « voici, voilà ». Elles expriment trois degrés d’éloignement, comme les pronoms-adjectifs démonstratifs : – Gde su mi naočari? – Eto ih kraj tebe. « – Où sont mes lunettes ? – Les voilà près de toi. » ; Eno starica pred vratima « Voilà la vieille dame près du portail »
- particules interrogatives[74] :
  - Les particules li et da li, correspondant en français à « est-ce que », expriment l’interrogation totale, la première étant placée juste après le verbe, la seconde en tête de proposition : Mogu li da uđem? ou Da li mogu da uđem? « Est-ce que je peux entrer ? »
  - La particule li est aussi utilisée après le mot interrogatif dans l’interrogation partielle, pour l’affermir : Gde li sam ostavio ključeve? « Où est-ce que j’ai laissé mes clés ? »

La particule zar exprime :
– l’étonnement : Zar je već podne? « Quoi, c’est déjà l’après-midi ? »
– l’attente d’une réponse négative quand la question est à la forme positive : Zar želiš da nastradaš? « Tu veux mourir ou quoi ? »
– l’attente d’une réponse positive quand la question est négative : Zar nisam lep? « Ne suis-je pas beau ? »
- particules exclamatives : a, ala, ama, da, ma, ta. En phrase : Ala smo se lepo proveli! « Qu’est-ce qu’on s’est bien amusé ! », Ama čoveče, slušaj me! « Eh, mon bonhomme, écoute-moi ! »[75], Da si mi zdrav! « Porte-toi bien ! », Ma nemoj! « Arrête ! » (de dire des choses pareilles)[75], Ta vi se šalite! « Vous rigolez ou quoi ! »[75]
- particules affirmatives : da « oui », dabome « bien sûr », dakako « bien sûr ». En phrase : Da, doćiću « Oui, je viendrai »
- particules négatives : ne « non, ne, pas » ; ni « ni, non plus ». En phrase : Dolazi on, ali ne tako često « Il vient mais pas très souvent », Ni ja tu ništa ne mogu učiniti « Moi non plus je ne peux rien y faire »
- particules restrictives : bar « au moins », jedino « seulement », samo « seulement » : En phrase : Samo ti možeš da mi pomogneš « Tu es le seul à pouvoir m’aider »
- particules impératives : neka, već. En phrases : Neka dođe on! « Qu’il vienne, lui ! », Prestani već s tim plakanjem! « Arrête une bonne fois de pleurer! »

Certaines particules peuvent constituer des phrases à elles seules dans un dialogue. Dans cette catégorie de particules on inclut aussi certains syntagmes : Kako da ne!, Nego šta!, Nego kako! (les trois avec le sens de « Mais comment donc ! »)

### Syntaxe
Cette section présente les principaux traits syntaxiques du serbe en comparaison avec ceux du français, concernant les types de phrases simples, les fonctions syntaxiques et l’ordre des mots dans celles-ci, ainsi que quelques propositions subordonnées.

#### La phrase simple

##### Types de phrases simples
La phrase interrogative est obtenue d’une phrase déclarative à l’aide de deux constructions qui réalisent une question totale :
1. Les places du sujet et du verbe s’inversent et, dans ce cas, après le verbe aux formes simples ou après l’auxiliaire aux formes composées, on place obligatoirement la particule li. Le verbe auxiliaire s’emploie à sa forme accentuée : Spavaju li deca? « Est-ce que les enfants dorment ? », Jesam li dobro uradio? « Est-ce que j’ai bien fait ? », Hoće li brzo ozdraviti? « Est-ce qu’il/elle va bientôt guérir ? »
2. En tête de la phrase déclarative, on place la particule da li : Da li deca spavaju?, Da li sam dobro uradio?, Da li će brzo ozdraviti? Si le verbe a un complément exprimé par un pronom personnel conjoint, celui-ci suit immédiatement la particule : Da li ga poznaješ? « Est-ce que tu le connais ? ».

La phrase négative résulte de la négation du verbe avec la particule négative ne antéposée. Celle-ci est soudée aux verbes imati « avoir », biti « être » et hteti « vouloir » (voir plus haut la section Forme negative du verbe). Aux formes verbales composées, l’auxiliaire non accentué suit immédiatement ne. Exemples : Lift ne radi « L’ascenseur ne fonctionne pas », Ne biste dugo čekali « Vous n’attendriez pas longtemps ».
La phrase interro-négative se construit de préférence avec la particule li : Ne biste li hteli malo torte? « Ne voudriez-vous pas un peu de gâteau ? », Nismo li se već negde videli? « Ne nous sommes-nous pas déjà vus quelque part ? » Dans ce type de phrase, on utilise aussi la particule zar exprimant le fait qu’une réponse négative semblerait invraisemblable au locuteur. Exemple : Zar deca ne spavaju? « Les enfants ne dorment-ils vraiment pas ? », Zar juče nije padao sneg? « N’a-t-il vraiment pas neigé hier ? »
La phrase exclamative peut être réalisée non seulement par une intonation spécifique, mais aussi à l’aide de particules spécifiques (voir des exemples dans la section La particule).

##### Fonctions syntaxiques dans la phrase simple
Le sujet grammatical exprimé par un nom ou un pronom est au nominatif, mais il y a aussi un sujet appelé « logique », qui est à un autre cas :
- au génitif, le verbe étant biti « être » ou imati à sens existentiel : Biće velikih iznenađenja « Il y aura de grandes surprises », Ima hrane za sve « Il y a de la nourriture pour tous » ;
- au datif, le verbe, employé impersonnellement, exprimant une sensation subjective : Vojnicima je hladno « Les soldats ont froid » (litt. « Aux soldats est froid »), Detetu se spava « L’enfant a sommeil » (litt. « À l’enfant se dort ») ;
- à l’accusatif, exprimé par un pronom, le verbe étant biti ou un autre qui exprime un sentiment subjectif, d’habitude négatif : Sve nas je strah « Nous avons tous peur » [litt. « Tous nous (accusatif) est peur’], Sram neka ih bude! « Honte à eux ! » [litt. « Honte que eux (accusatif) soit !’]

Le verbe s’accorde généralement avec le sujet en personne, en nombre et en genre. L’accord en genre concerne toujours non seulement l’adjectif verbal passif, utilisé à la voix passive, mais aussi l’adjectif verbal actif : Ptice su letele « Les oiseaux volaient ». Par contre, il n’y a pas d’accord dans la construction présentative avec le pronom démonstratif en tant que sujet, qui reste invariable, au nominatif singulier neutre, et l’attribut : Ovo je moja ćerka « C’est ma fille ».
L’attribut avec la copule biti est en règle générale au nominatif (Moj brat je inženjer « Mon frère est ingénieur ») et parfois au génitif avec ou sans préposition : Narukvica je od srebra « Le bracelet et en argent », Deda je uvek bio dobre volje « Grand-père a toujours été bienveillant ». Exprimé par un adjectif, celui-ci doit être indéfini, c’est-à-dire de forme courte, s’il a cette forme : Vaš predlog je zanimljiv « Votre proposition est intéressante ».
Avec des verbes appelés copulatifs autres que biti, on emploie un terme de la phrase appelé predikativ ou predikativna dopuna (litt. « supplément de prédicat, ajout au prédicat »), qui est le plus souvent au nominatif (Zovem se Marija « Je m’appelle Marija »), mais peut aussi être à un autre cas :
- accusatif avec ou sans préposition : Smatraju me za grešnicu « On me considère comme une pécheresse », Poslednja odluka predstavlja izmenu propisa « La dernière décision représente le changement du règlement » ;
- instrumental : Odgovor mi se čini ispravnom « La réponse me semble correcte ».

Le complément d’objet direct est en général à l’accusatif sans préposition, mais au génitif dans les cas suivants :
- quand on sous-entend une quantité indéterminée de ce que le complément dénomme (génitif appelé partitif), correspondant en français au COD avec article partitif : Kupiću hleba i vina « Je vais acheter du pain et du vin », Imate li vremena? « Avez-vous du temps ? » ;
- avec le verbe au négatif : Ne vidim načina da se to uradi « Je ne vois pas de moyen pour faire cela ».

Le complément d’objet indirect peut être à tout cas autre que le nominatif et le vocatif :
- génitif :
  - sans préposition : Više ga se ne plašim « Je n’ai plus peur de lui » ;
  - avec préposition : Sve zavisi od rezultata « Tout dépend du résultat ;
- datif: Verujte stručnjaku « Croyez le spécialiste » ;
- accusatif avec préposition : Nisam mislio na vas « Je n’ai pas pensé à vous » ;
- instrumental :
  - sans préposition : Vladao je ogromnim carstvom « Il régnait sur un grand empire » ;
  - avec préposition : Nemojte žaliti za prošlošću « Ne regrettez pas le passé » ;
- locatif : O čemu govoriš? « De quoi parles-tu ?”

Concernant le complément circonstanciel de lieu exprimé par un nom ou un pronom, il est à mentionner l’emploi des cas accusatif et locatif. Le premier est utilisé avec des verbes qui expriment le déplacement vers un lieu, le second – avec des verbes qui n’expriment pas le déplacement vers un lieu (voir plus haut La préposition).
Le complément d'agent est rarement utilisé en serbe, plutôt quand l’agent est inanimé. Son cas est l’instrumental : Grad je pogođen zemljotresom « La ville a été frappée par un tremblement de terre ».
Les adjectifs qui peuvent avoir un complément ont leur propre régime, c’est-à-dire qu’ils exigent un certain cas. Par exemple željan « désireux » demande le génitif sans préposition (željan promena « désireux de changements ») umoran « fatigué » – le génitif avec la préposition od (umoran od napora « fatigué à cause de l’effort »), siguran « sûr » – l’accusatif avec la préposition u (siguran u sebe « sûr de soi »), les adjectifs au comparatif – le génitif avec la préposition od: skuplji od zlata « plus cher que l’or », etc.
Le complément du nom des noms d’action présente les caractéristiques suivantes :
- Si le nom provient d’un verbe intransitif, son complément est au même cas que le complément du verbe en cause : izviniti se čitaocima « demander des excuses aux lecteurs » – izvinjenje čitaocima « excuses auprès des lecteurs », pasti s krova « tomber du toit » – pad s krova « chute depuis le toit ».
- Si le nom provient d’un verbe transitif, son complément est généralement au génitif sans préposition (uvoziti hranu « importer des aliments » – uvoz hrane « importation d’aliments ») et parfois à un cas avec préposition : želeti promene « désirer des changements » – želja za promenama « désir de changements ».

Le terme de la phrase appelé privremeni atribut (litt. « épithète provisoire ») », predikatski atribut (litt. « épithète prédicative ») ou aktuelni kvalifikativ (litt. « qualificatif actuel ») est un adjectif exprimant une qualification qui n’est pas permanente mais dont la valabilité est limitée au temps que dure le procès du verbe. Cet adjectif est indéfini. Il est de forme courte s’il a une telle forme (Otac se iscrplen srušio na ležaj « Papa s’est effondré épuisé sur sa couche ») et de forme longue s’il n’a que cette forme : Naši su prvi stigli na cilj, a vaši poslednji « Les nôtres sont arrivés au but les premiers, et les vôtres – les derniers »).
Le terme appelé apozitiv est considéré par Ivan Klajn comme étant de transition entre le précédent et le terme appelé apozicija. L’apozitiv est séparé du reste de la phrase par des pauses et par l’intonation (à l’écrit par des virgules). Exemples : Vlažna od kiše, zemlja se ugibala pod nogama « Mouillée par la pluie, la terre s’enfonçait sous les pieds », Moj kolega, iznenađen, nije stigao da reaguje « Mon collègue, surpris, n’est pas arrivé à réagir ».
Par apozicija, Klajn entend un terme exprimé par un nom non séparé par des pauses ni par l’intonation, qui s’accorde généralement en genre, en nombre et en cas avec le nom qu’il suit (doktor Simić « le docteur Simić » – s doktorom Simićem « avec le docteur Simić ») mais reste invariable s’il constitue :
- le nom de famille d’une personne de sexe féminin, à la différence d’autres langues slaves, tel le russe : doktorka Simić « le docteur / la doctoresse Simić » – s doktorkom Simić « avec le docteur / la doctoresse Simić » ;
- un nom d’établissement (écrit entre guillemets) : u hotelu „Union” « à l’hôtel Union » ;
- un nom propre géographique relativement peu connu : na reci Orinoko « sur le fleuve Orinoco » (non accordé) vs na reci Dunavu « sur le fleuve Danube » (accordé).

##### Ordre des mots
L’ordre des mots dans la phrase dépend du rôle sémantique, c’est-à-dire de thème ou de rhème qu’on attribue à l’une ou l’autre de ses parties et/ou de l’intention du locuteur d’en mettre en relief l’une ou l’autre.
Bien qu’en serbe l’ordre des mots soit assez libre, il est néanmoins une langue SVO, c’est-à-dire l’ordre y est sujet + verbe + objet, dans les conditions suivantes :
1. Le sujet et le complément sont connus des interlocuteurs, la question des rôles de thème et de rhème ne se posant pas.
2. La phrase est déclarative affirmative.
3. Le sujet est exprimé par un mot à part.
4. Le verbe est constitué d’un seul mot.
5. Dans la phrase il y a un seul complément d’objet.
6. La phrase est neutre, c’est-à-dire qu’aucune de ses parties n’est mise en relief.
7. Du point de vue prosodique, les trois termes sont accentués.

Exemple : Dečaci vole košarku « Les garçons aiment le basket ».
L’ordre est le même si, les conditions 2 à 7 restant remplies, la phrase ci-dessus, par exemple, répond à la question Šta rade dečaci? « Que font les garçons ? », c’est-à-dire que dans la réponse le sujet est thème et le verbe et le complément constituent le rhème. En règle générale, le thème précède le rhème.
Dans d’autres situations, l’ordre peut être différent.
Place du verbe mis en relief
Pour le mettre en relief dans la phrase ci-dessus, on peut placer le verbe à sa fin : Košarku dečaci vole « Le basket, ils l’aiment, les garçons (litt. « Basket garçons aiment »), c’est-à-dire qu’ils aiment le basket par exemple par rapport à un sport qu’ils font sans l’aimer). Dans le même but, mais dans un autre sens, le verbe peut être le premier terme : Vole dečaci košarku « Ils l’aiment le basket, les garçons » (litt. « Aiment garçons basket ») (pour répliquer à quelqu’un qui affirme le contraire).
Place du sujet
Pour mettre en relief le sujet en l’opposant à un autre sujet éventuel, on le place à la fin de la phrase : Košarku vole dečaci « Le basket, ce sont les garçons qui l’aiment » (litt. « Basket aiment garçons ») (par rapport aux filles, par exemple, qui ne l’aiment pas).
Le sujet est après le verbe s’il est rhème, même sans être mis en relief : Zvala te je neka žena « Il y a une femme qui t’a appelé (litt. « Appelé t’a quelque femme ») (réponse à une possible question « Qui m’a appelé ? »). Il est après le verbe également en proposition incise suivant une citation : – Jeste li žedni? – upita domaćica « – Est-ce que vous avez soif ? – demande la maîtresse de maison ».
Place des compléments
Le COD se place devant le verbe s’il est thème : Papire će pokupiti čistačica « Les papiers, c’est la femme de ménage qui va les ramasser » (réponse à une possible question « Qu’est-ce qu’on fait des papiers ? »)
Si le verbe a un COD et un COI, en règle générale c’est celui dont le groupe est le plus court qui précède l’autre : Šaljem rukopis uredniku književne revije „Stvarnost” « J’envoie le manuscrit au rédacteur de la revue littéraire Stvarnost », Šaljem uredniku rukopis mog neobjavljenog romana « J’envoie au rédacteur le manuscrit de mon roman inédit ».
Le COD et le COI exprimés par un pronom personnel sans préposition peut être après ou devant le verbe, qu’il soit mis en évidence (forme disjointe) ou non (forme conjointe). Exemples :
Ne vidim ga « Je ne le vois pas » (litt. « Ne vois le ») ;
Ne vidim njega « Je ne le vois pas, lui » (litt. « Ne vois lui ») ;
Ja ga ne vidim « Moi, je ne le vois pas » (litt. « Moi le ne vois ») ;
Ja njega ne vidim « Moi, lui, je ne le vois pas » (litt. « Moi lui ne vois »).
Ce type de complément peut être placé en tête de phrase, dans sa forme disjointe, étant ainsi mis en relief : Meni su ništa rekli « À moi, ils ne m’ont rien dit ».
Le complément exprimé par un adverbe est généralement devant le verbe ou de l’adjectif auquel il est subordonné : On mnogo zarađuje « Il gagne beaucoup » (litt. « Lui beaucoup gagne », Emisija je vrlo zanimljiva « L’émission est très intéressante ». En phrase négative, on le place plus fréquemment après le verbe (On ne zarađuje mnogo « Il ne gagne pas beaucoup »), mais peut aussi être devant le verbe : On mnogo ne zarađuje. En phrase interrogative avec la particule li, il est obligatoirement après le verbe (Zarađuje li on mnogo? « Est-ce qu’il gagne beaucoup ? »), mais dans celle avec da li, il reste devant le verbe : Da li on mnogo zarađuje?
Le complément circonstanciel exprimé par un nom ou un groupe nominal se place après le verbe s’il n’est pas mis en relief (Viđamo se svakog dana « Nous nous voyons tous les jours ») et devant le verbe dans le cas contraire : Svakog dana se viđamo (litt. « Chaque jour se voyons »).
Place des adjectifs pronominaux
Les adjectifs pronominaux se placent en règle générale devant le nom du groupe nominal. Seul l’adjectif possessif est après le nom, lorsque celui-ci est au vocatif : Slušaj, prijatelju moj! « Écoute, mon ami ! » Si le nom est déterminé par plusieurs adjectifs pronominaux, c’est le possessif qui est le plus près du nom. Devant le possessif il y a le démonstratif, l’interrogatif ou l’indéfini, et devant ceux-ci – l’adjectif sav « tout » ou ceo « tout, entier ». Exemples : ovo tvoje delo « cette affaire à toi » (litt. « cette ton affaire »), O kakvoj mojoj grešci govoriš? « De laquelle de mes fautes parles-tu ? » (litt. « De quelle ma faute parles ? »), ceo taj njihov program « tout ce programme à eux » (litt. « tout ce leur programme »).
Place de l’épithète
L’épithète est en général placée devant le nom déterminé (žuti cvet « fleur jaune »), mais peut aussi être après celui-ci quand elle a un complément : od starosti žuta knjiga ou knjiga žuta od starosti « un livre jaune de par sa vieillesse ». Elle est obligatoirement placée après les noms de personnalités historiques : Katarina Velika « Catherine la Grande ». Un nom peut avoir plusieurs épithètes, toutes placées devant lui. Dans ce syntagme, l’adjectif de forme courte précède celui de forme longue, l’adjectif qualificatif – l’adjectif relationnel, et l’adjectif au sens plus restreint – l’adjectif au sens plus large : moderan italijanski školski brod « un navire-école italien moderne », poznata beogradska operska pevačica « une cantatrice d’opéra belgradoise connue ».
L’épithète exprimée par un numéral ordinal est d’habitude devant le nom (peti razred « cinquième classe »), mais avec les noms de monarques il se place après : Petar Prvi « Pierre 1er. Si le nom à une épithète de plus, le numéral est devant celui-ci : treći svetski rat « la troisième guerre mondiale ».
L’épithète de l’attribut est placée après la copule si elle n’est pas mise en relief : Kinezi su čudni ljudi « Les Chinois sont des gens bizarres ». Pour la mettre en relief, on la place en tête de phrase : Čudni su ljudi ti Kinezi « Ils sont des gens bizarres, ces Chinois » (litt. « Bizarres sont gens ces Chinois »).
La place du complément du nom est après le nom déterminé : čovek proverenog ukusa « un homme d’un (bon) goût prouvé ».
Place des clitiques
Les enclitiques (les pronoms conjoints, les verbes auxiliaires formes atones et la particule li) ne peuvent être en tête de phrase.
Les auxiliaires et les pronoms personnels compléments conjoints peuvent avoir plusieurs positions.
Exemples avec un pronom :
- après le syntagme sujet : Ova neostvarena čežnja mu pruža inspiraciju za nove pokušaje « Cette aspiration non réalisée lui donne de l’inspiration pour de nouveaux essais » ;
- après le premier mot du syntagme sujet : Ova mu neostvarena čežnja pruža inspiraciju za nove pokušaje ;
- après le verbe : Ova neostvarena čežnja pruža mu inspiraciju za nove pokušaje.

Exemples avec un verbe auxiliaire :
- après le premier complément circonstanciel : Zbog nepažnje je u vašim vozilima često dolazilo do požara « À cause de l’inattention, dans vos véhicules il s’est souvent produit des incendies » ;
- après le premier mot du syntagme du deuxième complément circonstanciel : Zbog nepažnje, u vašim je vozilima često dolazilo do požara ;
- après le syntagme du deuxième complément circonstanciel : Zbog nepažnje, u vašim vozilima je često dolazilo do požara ;
- après le troisième complément circonstanciel : Zbog nepažnje, u vašim vozilima često je dolazilo do požara.

Outre l’impossibilité d’être en tête de phrase, la place des enclitiques a d’autres limitations encore :
- Ils ne peuvent être plus à droite que juste après le verbe.
- Ils ne peuvent suivre une pause.
- Si dans la phrase il y a un pronom relatif ou un mot interrogatif, l’enclitique le suit immédiatement. Exemples :

Srušili su spomenik koji je puna dva veka bio simbol ovog grada « On a démoli un monument qui avait été le symbole de cette ville tout au long de deux siècles » ;
Ko će pod ovim uslovima želeti da putuje? « Qui souhaitera voyager dans ces conditions » ;
Hoću da znam zašto me niko nije obavestio šta se događa « Je veux savoir pourquoi personne ne m’a informé(e) sur ce qui se passait ».*
- Les enclitiques se placent après les conjonctions qui introduisent des propositions, sauf i « et », a « et » et ni « ni, non plus » : Raspisali smo konkurs, ali se niko nije javio « Nous avons annoncé un concours, mais personne ne s’est présenté ».

Dans une phrase il peut y avoir deux, trois ou quatre enclitiques l’un après l’autre. Lorsqu’il y en a quatre, ce sont obligatoirement la particule li, un verbe auxiliaire et deux pronoms à des cas différents : Ne znam da li sam joj se dopao « Je ne sais pas si je lui ai plu ».
L’ordre des enclitiques est régi par les règles suivantes :
1. La particule li précède les autres enclitiques : Gde li su moje naočare? « Où sont mes lunettes ? »
2. Les enclitiques verbes auxiliaires, sauf je se placent devant les pronominaux : Da li sam ih ja upoznao? « Est-ce j’ai fait leur connaissance ? »
3. L’auxiliaire je et le pronom réfléchi se qui le remplace se mettent après les enclitiques pronoms : Videla me je « Elle m’a vu(e) », Predstava im se dopala « Le spectacle leur a plu ».
4. L’ordre des enclitiques pronoms entre eux est :

– celui au datif + celui au génitif : Ima kolača, daću ti ih malo « Il y a du gâteau, je vais t’en donner un peu » ;
– celui au datif + celui à l’accusatif : To su Markove knjige, on ti ih poklanja « Ce sont les livres de Marko, il t’en fait cadeau » ;
– celui au génitif + celui à l’accusatif : Ne želim to imanje, davno sam ga se odrekao « Je ne veux pas de cette propriété, il y a longtemps que j’y ai renoncé ».

#### Propositions subordonnées
La proposition COD constituant une question indirecte est introduite par le mot interrogatif par lequel commence la question directe correspondante, y compris dans le cas de l’interrogation totale : Da li ima deterdženta? « Est-ce qu’il y a de la lessive ? » – Pitaću prodavca da li ima deterdženta « Je vais demander au vendeur s’il y a de la lessive ».
Devant la proposition COI subordonnée à un verbe qui exige un complément avec préposition, on utilise le pronom démonstratif to : Nije bilo reči o tome da se fakultet seli u Beograd « Il n’a pas été question que (litt. « de ce que ») la faculté déménage à Belgrade », Pomirila se s tim da neće naći muža « Elle s’est résignée à ce qu’elle ne trouve pas de mari ».
Le pronom relatif qui introduit une proposition relative s’accorde en genre et en nombre avec son antécédent de sa proposition principale, mais non pas en cas, qui dépend de sa fonction dans la relative. Exemples :
Evo čoveka koji će nam pomoći « Voici l’homme qui va nous aider » ;
Evo čoveka o kome smo govorili « Voici l’homme dont nous avons parlé ».
Au sujet de la proposition circonstancielle de manière, il est à mentionner que :
- Les propositions introduites par kao što « comme » et kao da « comme si » diffèrent quant au caractère du procès exprimé par leur verbe, mais la forme de celui-ci est la même :

Vrata treba montirati kao što je označeno na crtežu « Il faut monter la porte comme il est indiqué sur le dessin » – procès réel, verbe à l’indicatif vs
Opominje me da pada kiša, kao da ja to ne znam « Il/Elle me rappelle qu’il pleut, comme si je ne le savais pas » – procès irréel, mais le verbe toujours à l’indicatif.
- La relation proportionnelle entre les procès de la principale et de la subordonnée peut être exprimée par :

– des mots adéquats corrélés entre eux, se trouvant dans les deux propositions et introduction de la subordonnée par la conjonction što: Što ih više opominješ, deca te sve manje slušaju « Plus tu les grondes, moins les enfants t’écoutent ».
– što corrélé avec to de la principale : Što je metal topliji, to je mekši « Plus le métal et chaud, plus il est mou » ;
– ukoliko corrélé avec utoliko : Ukoliko je metal topliji, utoliko je mekši.
La proposition circonstancielle de but se construit des façons suivantes :
- avec la conjonction da et le verbe à l’indicatif présent : Odvezi kola mehaničaru da ih pogleda « Va faire voir la voiture par un garagiste » (litt. « Mène la voiture à un garagiste pour qu’il la regarde ») ;
- avec la conjonction da et le verbe au conditionnel : Da bi situacija bila jasnija, poslužićemo se crtežom « Pour que la situation soit plus claire, nous allons nous servir d’un dessin » ;
- avec la conjonction kako et le verbe au conditionnel : Ostao sam u hotelu kako bih dovršio pismo « Je suis resté à l’hôtel pour finir une lettre » (litt. «… comme finirais… ») ;
- le verbe au conditionnel à la forme négative, mais dépourvue de sens négatif, et la particule li : On zapali šibicu ne bi li malo ogrejao promrzle prste « Il allume une allumette pour se réchauffer un peu les doigts gelés ».

Quant à la proposition circonstancielle concessive, il est à mentionner la construction avec la conjonction makar et l’adjectif verbal actif sans auxiliaire : Neću popustiti makar poginuo « Je ne céderai pas, même si je meurs », Makar (i) ništa ne našli, dobro je da ispitamo teren « Même si nous ne trouvons rien, il est bon que nous examinions le terrain ».
La proposition circonstancielle conditionnelle
Il y a une construction analogue à celle du français pour exprimer une possibilité présente ou future, avec la conjonction ako : Ako lampica svetli, mašina je ispravna « Si le voyant est allumé, la machine est en règle ». Avec la même construction, la conjonction peut être ukoliko « si, dans la mesure où » : Ukoliko se lampica ugasi, zovite me « Si le voyant s’éteint, appelez-moi ». Une construction équivalente à celle-ci est avec la particule li : Ugasi li se lampica, zovite me.
Pour exprimer une condition du présent ou du futur dont dépend la réalisation d’un procès, la condition et le procès principal s’expriment par le verbe au conditionnel. La conjonction peut être ako, ukoliko ou kad(a) (le sens de base de celle-ci est « quand ») : Ako / Ukoliko / Kad bi bilo kiše do kraja meseca, usevi bi se mogli spasti « S’il pleuvait jusqu’à la fin du mois, les cultures pourraient être sauvées ». Si la condition est irréalisable, on emploie la conjonction kad(a) et le verbe au conditionnel ou la conjonction da, et le verbe à l’indicatif présent : Kad bih bio / Da sam deset godina mlađi, predložio bih joj brak « Si j’avais dix ans de moins, je lui proposerais le mariage ».
La condition non réalisée dans le passé s’exprime avec la conjonction da et le verbe au parfait : Da sam odgovorio i na deseto pitanje, zaradio bih milion dinara « Si j’avais répondu à la dixième question aussi, j’aurais gagné un million de dinars ».
En serbe il n’y a pas de concordance des temps au passé telle qu’elle existe en français. Ainsi, lorsque le verbe de la proposition principale est au passé, dans la subordonnée,
- un procès simultané avec celui de la principale est exprimé au présent : Rekla mi je da ima mnogo novca « Elle m’a dit qu’elle avait beaucoup d’argent » ;
- un procès antérieur à celui de la principale est exprimé plus rarement au plus-que-parfait qu’au parfait : Otišla sam po kofer koji sam ostavila u garderobi (avec le plus-que-parfait … koji sam bila ostavila…) « Je suis allée chercher la valise que j’avais laissée au vestiaire » Rekla mi je da je imala mnogo novca « Elle m’a dit qu’elle avait eu beaucoup d’argent » ;
- un procès postérieur à celui de la principale est exprimé par le futur 1 : Rekao sam da ćete se posvađati i tako je i bilo « J’ai dit que vous alliez vous disputer et c’est arrivé ».

#### Expression du procès subordonné par une proposition vs par un verbe à l’infinitif
Le procès subordonné à trebati « devoir, falloir » impersonnel s’exprime à l’infinitif si l’obligation incombe à un sujet non précisé : Treba sačekati « Il faut attendre ». S’il est précisé, il devient le sujet d’une proposition sujet introduite par la conjonction da, dont le verbe est à l’indicatif présent : Treba da sačekamo « Il faut que nous attendions ».
Lorsqu’il y a un procès subordonné à un autre, les deux ayant le même sujet, le serbe préfère que le procès subordonné soit exprimé par une proposition COD introduite par da ayant le verbe à l’indicatif, par rapport au croate et à d’autres langues slaves, qui préfèrent à la place de celle-ci le COD exprimé par un verbe à l’infinitif : Marija želi da piše « Marija souhaite écrire ».

## Lexique
Selon Browne et Alt 2004, jusqu’à la parution de cet ouvrage il n’y avait pas de statistiques concluantes concernant la composition du lexique serbe. À noter seulement que d’une étude effectuée en 1983 sur des écrits d’écoliers, il ressort que sur les 100 mots les plus fréquents dans ces écrits 97 sont d’origine proto-slave, deux du langage enfantin, d’origine incertaine, et un emprunt.

### Mots hérités
En serbe il y a des mots d’origine proto-slave des domaines les plus variés : mati « mère », kći « fille » (par rapport à ses parents), sin « fils », noga « jambe », nos « nez », nokat « ongle », vuk « loup », zec « lièvre », miš « souris », jež « hérisson », zima « hiver », sneg « neige », etc.
Certains mots hérités ne se sont conservés qu’en serbe et en croate : jer « car », proleće « printemps », raditi « faire, travailler », kiša « pluie », baciti « jeter », tražiti « chercher ». D’autres existent bien dans d’autres langues slaves mais en serbe et en croate ils ont changé de sens. De tels mots sont voleti « aimer » (< « préférer »), jak « fort » (< « de quelle sorte ? »), posao « travail, affaire » [< « envoyé » (personne)], čuvati « garder » (< « percevoir »), vrlo « très » (< « vertueusement »).

### Formation de mots
En serbe, le procédé le plus fréquent de formation de mots est la dérivation par des suffixes, suivie de la dérivation par des préfixes et de la composition, le procédé le moins fréquent étant la conversion.

#### Dérivation
Comme en français, à partir d’un mot base, par ajout d’un suffixe ou/et d’un préfixe, ou bien par suppression d’un suffixe, on forme des vocables de la même famille de mots que le mot base.

##### Suffixation
En ajoutant ou en remplaçant un suffixe, on forme (les suffixes marqués par des caractères gras) :
- des noms :
  - à partir de verbes :

– des noms d’action : čitati « lire » > čitanje « lecture », odlaziti « partir » > odlazak « départ », mrzeti « haïr » > mržnja « haine », događati se « se passer » > događaj « événement », ženiti se « se marier » (action d’un homme) > ženidba « mariage » ;
– des noms d’agent : pisati « écrire » > pisac « écrivain », pevati « chanter » > pevač « chanteur », kuvati « faire cuire, cuisiner » > kuvar « cuisinier » ;
- - à partir d’adjectifs : star « ancien, vieux » > starost « ancienneté, vieillesse », hladan « froid » > hladnoća « froid, froideur », dobar « bon » > dobrota « bonté », brz « rapide » > brzina « rapidité, vitesse » ;
  - à partir d’autres noms :

– des noms abstraits : prijatelj « ami » > prijateljstvo « amitié » ;
– des noms d’agent : zid « mur » > zidar « maçon », put « route » > putnik « voyageur » ;
– des noms d’habitants : Beograd « Belgrade » > Beograđanin « Belgradois », Danija « Danemark » > Danac « Danois » ;
– des noms féminins : lav « lion » > lavica « lionne », bog « dieu » > boginja « déesse », Srbin « Serbe » > Srpkinja « Serbe » (femme) (changement de suffixe) ;
– des diminutifs : brod « bateau » > brodić « petit bateau », šuma « forêt, bois » > šumica « petit bois » ;
– des augmentatifs : komad « morceau » > komadina « gros morceau », mačka « chat » > mačketina « gros chat, glava « tête » > glavurda « grosse tête » ;
- des adjectifs :
  - à partir de noms : zemlja « terre » > zemljan (forme indéfinie), zemljani (forme définie) « de terre, terrien » ; drvo « bois » > drven(i) « en bois », more « mer » > morski « marin, maritime », junak « héros » > junački « héroïque », pas « chien » > pasji « de chien », dete « enfant » > detetov « de l’enfant » ;
  - à partir de verbes : govoriti « parler » > govorljiv « bavard », pisati « écrire » > pisaći (sto) « bureau » [litt. « (table) pour écrire »], odgovarati « correspondre » > odgovarajući « correspondant » ;
  - à partir d’adverbes : danas « aujourd’hui » > današnji « d’aujourd’hui » ;
- verbes :
  - à partir de noms : cvet « fleur » > cvetati « fleurir », boja « couleur » > bojiti « colorer », rat « guerre » > ratovati se « guerroyer » ;
  - à partir d’autres verbes serbes : gurati « pousser » > gurkati « pousser un peu », kašljati « tousser » > kašljucati « tousser un peu » piti « boire » > pijuckati « boire un peu », pisati « écrire » > piskarati « écrivailler, écrivasser » ;
  - à partir de verbes étrangers : fotografisati « photographier », programirati « programmer ».

Exemple de famille de mots formée par suffixation, y compris un mot formé à partir d’un mot déjà suffixé :
- noćište « endroit pour passer la nuit »
- noćenje « fait de passer la nuit »
- noćni, -na, -no « de nuit »
- noćiti « passer la nuit »
- noću « pendant la nuit »
- noćas « la nuit dernière » :
  - > noćašnji « de la nuit dernière »

##### Dérivation régressive
En serbe il est courant de former des noms à partir de verbes par dérivation régressive, c’est-à-dire par suppression du suffixe de l’infinitif. Exemples : odmoriti se « se reposer > odmor « repos », plakati « pleurer » > plač « pleur », prepisati « copier » > prepis « copie », rasti « croître » > rast « croissance ».

##### Préfixation
Dans le domaine du verbe, la préfixation peut être un procédé :
- uniquement grammatical, lorsqu’elle ne change que l’aspect du verbe, sans changer son sens lexical ;
- grammatical et lexical, quand elle change l’aspect et en même temps le sens lexical du verbe (voir plus haut Aspects des verbes) ;
- uniquement lexical.

Quant aux autres classes grammaticales, la préfixation est seulement lexicale, y compris dans le sens qu’elle ne change pas la nature du mot.
La plupart des préfixes sont des prépositions à l’origine et peuvent avoir des variantes phonétiques déterminées par le son initial du mot préfixé. Par ajout d’un préfixe on obtient :
- des noms : vlasnik « propriétaire » > suvlasnik « copropriétaire », naslov « titre » > podnaslov « sous-titre », biskup « évêque » > nadbiskup « archévêque », znanje « savoir » > neznanje « ignorance », straža « garde » > predstraža « avant-garde », napad « attaque » > protivnapad « contre-attaque » ;
- des adjectifs :
  - diminutifs : gluv « sourd » > nagluv « un peu sourd », velik « grand » > povelik « assez grand », glup « stupide » > priglup « un peu stupide », ćelav « chauve » > proćelav « partiellement chauve » ;
  - augmentatifs : velik « grand » > prevelik « trop grand » ;
  - négatifs : zdrav « sain, bien portant » > nezdrav « malsain, malade » ;
  - autres : poslednji « dernier » > pretposlednji « avant-dernier » (le préfixe pred- avec dévoisement de [d] par [p]) ;
- des pronoms : ko « qui » > neko « quelqu’un », niko « personne » (voir plus d’exemple dans la section Pronoms et adjectifs indéfinis) ;
- des verbes : baciti « jeter » > izbaciti « jeter dehors », vezati « attacher » > odvezati « détacher », kriti « cacher » > pokriti « couvrir », živeti « vivre » > preživeti « survivre », osetiti « sentir » > predosetiti « pressentir », pasti « tomber » > upasti « tomber dans (quelque chose) » ;
- des adverbes : malo « (un) peu » > pomalo « un petit peu », retko « rarement » > neretko « non rarement », mnogo « beaucoup » > premnogo « trop ».

##### Dérivation parasynthétique
Par ce procédé on forme un mot en ajoutant simultanément un suffixe et un préfixe au mot base. Exemples :
- un nom à partir d’un autre nom : do- « jusqu’à » + koleno « genou » + -ica > dokolenica « bas arrivant jusqu’au genou » ;
- un adjectif à partir d’un nom : bez- « sans » + kraj « fin » + -an > beskrajan « infini » ;
- un verbe à partir d’un nom : u- « dans » + običaj « usage » + -iti > uobičajiti se « entrer dans l’usage, devenir usuel » ;
- un verbe à partir d’un adjectif : o- + zdrav « bien portant » + -iti > ozdraviti « guérir ».

#### Composition
En serbe, la composition est plus productive qu’en français.
Le plus souvent, entre les composants il y a une voyelle de liaison, plus fréquemment -o- (riba « poisson » + lov « chasse » > ribolov « pêche »), plus rarement -e-: oči « yeux » + vidan « visible » > očevidan « évident ». Dans certains cas, les composants se combinent directement, le premier étant terminé en voyelle (sto « cent » + noga « jambe » > stonoga « mille-pattes ») ou, moins souvent, en consonne : jedan « un » + put « chemin, route » > jedanput « une fois ».
Les composants peuvent être plus ou moins soudés. Les mots composés à éléments fortement soudés ont un seul accent et s’écrivent en un seul mot, par exemple kućèvlasnik « propriétaire de maison ». Dans ceux à composants moins soudés, chacun garde son accent et ils s’écrivent avec un trait d'union, par exemple spȍmēn-plȍča « plaque commémorative », kulturno-umetnički « culturel et artistique ».
Les mots composés peuvent l’être de :
- deux adjectifs : gluv « sourd » + nem « muet » > gluvonem « sourd-muet » ;
- un adverbe + un adjectif : tako « ainsi » + zvani « appelé » > takozvani « ainsi appelé » ;
- deux adverbes : manje « moins » + više « plus » > manje-više « plus ou moins » ;
- un adverbe + un verbe : zlo « mal » + upotrebiti « utiliser » > zloupotrebiti « abuser de (quelque chose) » ;
- deux numéraux : dva « deux » + deset « dix » > dvadeset « vingt » ;
- un numéral + un nom : dva « deux » + broj « numéro » > dvobroj « numéro double » (de revue) ;
- une préposition + un adverbe : za « pour » + malo « peu » > zamalo « presque » ;
- deux prépositions : iz « de » + među « entre » > između « entre, d’entre » ;
- une préposition + un nom : u « dans » + mesto « lieu » > umesto « à la place de » ;
- un nom + un adjectif : krv « sang » + žedan « assoiffé » > krvožedan « assoiffé de sang » ;
- deux noms : grad « ville » + načelnik « chef » > gradonačelnik « maire » (d’une ville) ;
- un nom + un verbe : dan « jour » + gubiti « perdre » > dangubiti « perdre le temps, paresser » ;
- un verbe + un nom : paliti « allumer » + kuća « maison » > palikuća « incendiaire » (nom).

#### Composition + suffixation
Par ce procédé on forme un mot composé et suffixé en même temps, c’est-à-dire que sans suffixe ses mots bases ne forment pas un mot composé. Les mots bases peuvent être :
- un nom et un radical verbal : krvopija (< krv « sang » + piti « boire » + -a) « vampire » ;
- un adjectif et un nom : malograđanin (< mali « petit » + grad « ville » + -anin) « petit-bourgeois, provincial » ;
- un pronom et un nom : ovozemaljski (< ova « celle-ci » + zemlja « terre » + -ski) « de ce monde » ;
- un numéral et un nom : jednosmeran [< jedan « un » + smer « sens (de déplacement) » + -an] « à sens unique » ;
- un adverbe et un nom : malokrvan (< malo « peu » + krv « sang » + -an) « anémique » ;
- un adverbe et un radical verbal : krivokletnik (< krivo « tordu » + kleti se « jurer » + -nik) « personne qui fait un/des serment(s) mensonger(s) ».

Ce procédé de formation de mots concerne également des mots composés + suffixe zéro, c’est-à-dire que le mot subit une dérivation régressive. Exemples :
- un nom + un radical verbal : kiša « pluie » + braniti « défendre » > kišobran « parapluie » ;
- un adjectif + un radical substantival : sed « gris » + kosa « cheveux » > sedokos « aux cheveux gris » ;
- un adverbe + un radical verbal : pravo « correctement » + pisati « écrire » > pravopis « orthographe ».

#### Conversion
Par conversion on obtient, par exemple, des noms à partir d’adjectifs, la plupart étant déclinés comme les adjectifs.
Les noms communs de personnes provenant d’adjectifs gardent leurs formes de masculin et de féminin, par exemple dragi, -a « bien aimé(e) », mais les noms de famille de la même origine ne s’accordent pas au féminin. De tels noms sont Crnjanski, Rački, Markov, etc.
Les adjectifs convertis en noms des notions abstraites gardent leur forme de neutre : dobro « le bien », zlo « le mal ».
Les noms provenant d’épithètes gardent le genre du nom dont ils étaient les épithètes, par exemple prava (féminin) « droite » (ligne). Beaucoup de noms de pays entrent dans cette catégorie, puisqu’ils proviennent de syntagmes comprenant le nom féminin zemlja « pays » : Francuska « France », Nemačka « Allemagne », etc.
La plupart des adjectifs verbaux passifs peuvent être employés en tant qu’adjectifs épithètes, par exemple dans les syntagmes otvoren prozor « fenêtre ouverte », prodata roba « marchandise vendue », kuvano meso « viande cuite ». L’adjectif verbal actif a plus rarement cet emploi, en règle générale quand on exprime un état ou une caractéristique visiblement changés : odrasla žena « femme adulte », zaspalo dete « enfant endormi ».
Les adjectifs qualificatifs, y compris ceux provenant d’adjectifs verbaux passifs, ainsi que certains adjectifs terminés en -ski deviennent souvent des adverbes (voir plus haut L’adverbe).
Certains adverbes et noms deviennent des prépositions (voir plus haut La préposition).

### Emprunts
Comme toute autre langue, le serbe aussi a enrichi son lexique par des emprunts à plusieurs langues. Par rapport au croate, dont le standard a tendance à enrichir son lexique par la formation de mots et le calque, le serbe est plus ouvert aux emprunts.
Les emprunts les plus anciens proviennent du grec médiéval, grâce aux contacts avec l’Empire byzantin, et du vieux-slave employé dans le processus de christianisation des Serbes. Certains mots de la première langue sont entrés dans le serbe par l’intermédiaire de la seconde. Des mots comme livada « pré » et miris « odeur » proviennent directement du grec. Du vieux-slave il y a des mots tels pričati « raconter » et vazduh « air », ainsi que les mots grecs idol « idole » et iguman « higoumène ».
Dès le Moyen Âge, le serbe commença a recevoir des mots des langues romanes, par exemple siguran « sûr » du vénitien. La plupart des emprunts à ces langues sont relativement récents et devenus internationaux : literatura, interesantan, etimologija, poezija, telegram, geografija, etc.
L’influence du turc commença au début du XIVe siècle avec la conquête ottomane. Il en reste beaucoup de mots, comme baš « même », sokak « allée », badava « gratis », jorgovan « lilas », kajsija « abricot », et aussi des suffixes lexicaux : -luk (komšiluk « voisinage »), -džija (kamiondžija « chauffeur de camion »), -ana (elektrana « centrale électrique »).
D’autres langues sources relativement anciennes sont l’allemand (avec des mots tels kuhinja « cuisine », škoda « dommage », šnicla « escalope ») et le hongrois (par exemple le mot varoš « ville »). Il y a aussi des emprunts au russe (par exemple zapeta « virgule ») et au français (par exemple bež « beige », ruž « rouge à lèvres », žanr « genre », masakr « masacre ». Des mots français sont entrés en serbe par l’intermédiaire de l’allemand aussi : general « général » (grade militaire), artiljerija « artillerie », moda « mode », pudra « poudre » (fard), parfem « parfum ».
La source d’emprunts la plus récente, devenue la principale et massive, est l’anglais. Certains de ces mots sont en même temps internationaux, tels prohibicija et infrastruktura, d’autres gardant autant que possible leur forme sonore anglaise, par exemple pejsmejker « stimulateur cardiaque », trening « entraînement », mjuzikl « comédie musicale », softver « logiciel ».

#### Intégration des emprunts
Presque tous les noms empruntés sont inclus dans les classes de déclinaison serbes. Ceux terminés en -i, -u ou toute voyelle longue incluent cette voyelle dans le radical : tabu – tabua « du tabou », bife – bifea « du buffet ». Ceux en -i reçoivent un -j- de liaison : hobi – hobija « du passe-temps ».
Les mots turcs terminés en -i, -ü, -ı ou -u se terminent en serbe en -ija, qu’ils soient masculins ou féminin, et entrent dans la 2e déclinaison : zanatlija (masculin) « artisan », ćuprija (féminin) « pont ».
Dans le cas des mots d’origine latine en -tio dans cette langue, cette terminaison devient -cija, que la source directe soit le latin ou une autre langue : ambicija, degradacija.
Seuls les noms de personnes de sexe féminin terminés en un autre son que -a sont invariables, par exemple, Dolores, ledi.
Les adjectifs empruntés reçoivent généralement des terminaisons serbes et se déclinent en conséquence, exprimant les degrés de comparaison aussi selon les règles du serbe : abdominalni, atomski, nostalgičan, nostalgičniji « plus nostalgique », najnostalgičniji « le plus nostalgique ». Il y a aussi, toutefois, des adjectifs étrangers invariables, par exemple dans bež haljina « robe beige » et Njihova igra je fer (du syntagme anglais fair play) « Leur jeu est correct ». Ceux qui ont des degrés de comparaison les expriment à l’aide de l’adverbe više « plus » : više fer « plus correct », najviše fer « le plus correct ».
Les verbes étrangers s’accommodent au serbe avec les suffixes -ira-, -ova- ou -isa- placés devant celui de l’infinitif -ti : erodirati « éroder », paralizovati « paraliser », eliminisati « éliminer ». Presque tous ces verbes ont la même forme aux différents aspects mais il y en a qui constituent par dérivation des paires imperfectif–perfectif : provocirati – isprovocirati « provoquer », komentirati – prokomentirati « commenter ». Il existe aussi des verbes terminés en -ati, dont certains sont perfectifs (startati « prendre son départ » < anglais to start), d’autres imperfectifs (bildati « faire du culturisme » < anglais bodybuilding), et avec -nuti, perfectifs : blefnuti « bluffer ».

## Citations
Pour l'auteur croate Miroslav Krleža, le serbe, le croate le bosnien et le monténégrin sont une seule et même langue, il declara en 1969 « le croate et le serbe sont une seule et même langue, que les Croates appellent le croate et les Serbes, le serbe ».
Patrick Besson a écrit dans son article « Mes accents préférés » : « L'accent serbe. C'est le même que celui de ma mère croate, avec quelque chose de plus sombre, de plus guttural. Il a habité mon enfance dans une ville désormais écologiste : Montreuil-sous-Bois. L'accent serbe a quelque chose de tendre et de coupant. C'est à la fois le steak et le couteau. Il est sorti de l'Empire ottoman à la force de ses r roulés. C'est un air grave et un peu dansant. L'idéal, c'est d'être endormi par un accent thaï et d'être réveillé par un accent serbe. ».

### Sources bibliographiques

#### Sur la langue commune
- (en) Bailyn, John Frederick, « To what degree are Croatian and Serbian the same language? Evidence from a Translation Study » [« Dans quelle mesure le croate et le serbe sont-ils la même langue? Preuve d’une étude de traduction »], Journal of Slavic Linguistics, vol. 18, no 2, 2010,  (ISSN 1068-2090), p. 181-219 (consulté le 6 novembre 2019)
- (hr) Brozović, Dalibor, « Organska podloga hrvatskoga jezika » [« La base organique de la langue croate »], Hrvatski jezik (La langue croate), Zagreb, Institut za hrvatski jezik i jezikoslovlje, 1998 (consulté le 6 novembre 2019)
- (de) Bunčić, Daniel, « Die (Re-)Nationalisierung der serbokroatischen Standards » [« (Re)nationalisation des standards serbocroates »], Kempgen, Sebastian (dir.) Deutsche Beiträge zum 14. Internationalen Slavistenkongress, Ohrid, 2008 [« Participations allemandes au 14e Congrès international des slavistes, Ohrid, 2008 »], Munich, Otto Sagner, coll. Welt der Slaven, 2008, (OCLC 238795822), p. 89-102 (consulté le 6 novembre 2019)
- (en) Greenberg, Robert D., Language and Identity in the Balkans : Serbo-Croatian and its Disintegration] [« Langue et identité dans les Balkans : le serbo-croate et sa désintégration »], Oxford, Oxford University Press, 2004 ; en ligne : Introduction (consulté le 6 novembre 2019)
- (de) Gröschel, Bernhard, Das Serbokroatische zwischen Linguistik und Politik [« Le serbo-croate entre linguistique et politique »], Munich, Lincom Europa, coll. Studies in Slavic Linguistics, no 34, 2009,  (ISBN 978-3-929075-79-3), (OCLC 428012015) ; en ligne : Table des matières du livre (consulté le 6 novembre 2019)
- (en) Kloss, Heinz, « Abstand languages and Ausbau languages » [« Langues abstand et langues ausbau »], Anthropological Linguistics, vol. 9, no 7, 1967, p. 29–41 (consulté le 6 novembre 2019)
- Kordić, Snježana, « Le serbo-croate aujourd’hui : entre aspirations politiques et faits linguistiques » Revue des études slaves, vol. 75, no 1, 2004,  (ISSN 0080-2557), (OCLC 754207802), DOI 10.3406/SLAVE.2004.6860, p. 31-43 (consulté le 6 novembre 2019)
- (sh) Kordić, Snježana, « Policentrični standardni jezik » [« Langue standard pluricentrique »], Badurina, Lada, Pranjković, Ivo et Silić, Josip (dir.), Jezični varijeteti i nacionalni identiteti [« variétés de langue et identités nationales »], Zagreb, Disput, 2009,  (ISBN 978-953-260-054-4), (OCLC 437306433), p. 83-108 (consulté le 6 novembre 2019)
- (hr) Lončarić, Mijo, « Odnosi među standardnim jezicima » [« Les relations entre langues standards »], Virtualni Časopis, Znanstveni institut Gradišćanskih Horvatov, 4 juin 2010 (première publication : 5 décembre 2007) (consulté le 6 novembre 2019)
- (hr) Matasović, Ranko, Uvod u poredbenu lingvistiku [« Introduction à la linguistique comparée »], Zagreb, Matica hrvatska, 2001
- (sh) Mørk, Henning, « Neka pragmatična zapažanja o postojanju srpskohrvatskog jezika jezika »] [« Quelques observations pragmatiques sur l’existence du serbo-croate »], Ostojić, Branislav (dir.), Jezička situacija u Crnoj Gori – norma i standardizacija: radovi sa međunarodnog naučnog skupa, Podgorica 24.-25.5.2007 [« La situation de la langue au Monténégro – norme et standartisation. Travaux du symposium international de Podgorica, 24–25 mai 2007 »], Podgorica, Académie monténégrine des sciences et des arts, 2008,  (ISBN 978-86-7215-207-4), (OCLC 318462699)
- (en) Mønnesland, Svein, « Emerging Literary Standards and nationalism. The disintegration of Serbo-Croatian » [« Standards littéraires émergents. Désintégration du serbo-croate »], Actas do I simposio internacional sobre o bilingüismo, Vigo, Université de Vigo, 1997, p. 1103–1113 (consulté le 6 novembre 2019)
- (en) Nuorluoto, Juhani « The Notion of Diasystem in the Central South Slavic Linguistic Area » [« La notion de diasystème dans l’aire linguistique slave du centre-sud »], communication à Methods XI, XIe conférence internationale sur les méthodes en dialectologie, Université de Joensuu, Finlande, 5-9 août 2002 ; en ligne : résumé (consulté le 6 novembre 2019)
- (en) Šipka, Danko, Lexical layers of identity in Slavic Languages [« Couches lexicales de l’identité dans les langues slaves »], New York, Cambridge University Press, 2019,  (ISBN 978-953-313-086-6), (OCLC 1061308790), (LCCN 2018048005), DOI 10.1017/9781108685795
- Thomas, Louis, « L’intraduisible du BCMS », Artyushkina, Olga et Zaremba, Charles (dir.), Propos sur l'intraduisible, nouvelle édition [en ligne], Aix-en-Provence, Presses universitaires de Provence, 2018,  (ISBN 9791036523830)
- (de) Zanelli, Aldo, Eine Analyse der Metaphern in der kroatischen Linguistikfachzeitschrift Jezik von 1991 bis 1997 [« Analyse des métaphores dans la revue linguistique croate Jezik de 1991 à 1997 »], Hamburg, Dr. Kovač, coll. « Studien zur Slavistik », no 41, 2018,  (ISBN 978-3-8300-9773-0), (OCLC 1023608613), p. 20-21

#### Sur le serbe
Sources directes
- (en) Browne, Wayles et Alt, Theresa, A Handbook of Bosnian, Serbian, and Croatian [« Manuel de bosnien, serbe et croate »], SEELRC, 2004 (consulté le 6 novembre 2019)
- Jolić, Borjanka et Ludwig, Roger, Le serbo-croate sans peine, Chennevières, Assimil, 1972
- (hu) Kacziba, Ágnes, « A szerb nyelv » [« La langue serbe »], Lukács, István (dir.), A szláv civilizáció [« Civilisation slave »], Budapest, Bölcsész Konzorcium, 2006  (ISBN 963-9704-59-8) (consulté le 6 novembre 2019)
- (sr) Klajn, Ivan, Gramatika srpskog jezika [« Grammarie du serbe »], Belgrade, Zavod za udžbenike i nastavna sredstva, 2005  (ISBN 86-17-13188-8) (consulté le 17 mars 2023)
- (sh) Kordić, Snježana, Kroatisch-Serbisch : ein Lehrbuch für Fortgeschrittene mit Grammatik [« Croato-serbe : manuel avancé avec grammaire »], Hamburg, Buske, 2004, (1re éd. 1997),  (ISBN 3-87548-162-3), (OCLC 40305383)
- (ru) Kretchmer A. G. et Névéklovski, G., « Сербохорватский язык » [« La langue serbo-croate »], Moldovan, A. M. et al. (dir.) Языки мира. Славянские языки [« Les langues du monde. Les langues slaves »], Moscou, Academia, 2005, p. 139-197  (ISBN 5-87444-216-2)
- Marinković, Radmila, La littérature serbe du Moyen Âge, 2013 (consulté le 6 novembre 2019)
- (ro) Moldovan, Valentin et Radan, Milja N., Gramatika srpskog jezika. Morfologija [« Grammaire du serbe. Morphologie »], Timișoara, Sedona, 1996
- (en) Vitas, Duško et al., The Serbian Language in the Digital Age [« La langue serbe à l’âge numérique »], Springer, META-NET White Papers Series, 2012  (ISBN 978-3-642-30754-6) (consulté le 6 novembre 2019)

Sources indirectes
- (sr + hr) Brozović, Dalibor ; Pavle Ivić, Jezik srpskohrvatski / hrvatskosrpski, hrvatski ili srpski. Izvadak iz II. izdanja Enciklopedije Jugoslavije [« Serbo-croate / croato-serbe, croate ou serbe. Extrait de la 2e édition de l’Ecyclopédie de Yougoslavie »], Zagreb, Jugoslavenski leksikografski zavod, 1988
- (hr) Filipović, Rudolf, Anglicizmi u hrvatskom ili srpskom jeziku: porijeklo – razvoj – značenje [« Anglicismes en croate ou serbe : origine, évolution, sens »], Zagreb, JAZU, Školska knjiga, 1990
- (ru) Ivić, Pavle, « Sistema padežnyx okončanij suščestvitel'nyx v serboxorvatskom literaturnom jazyke » [« Système des désinences casuelles des noms en serbo-croate littéraire »], Russkoe i slavjanskoe jazykoznanie [« Linguistique russe et slave »], Moscou, Nauka, 1972, p. 106-121.
- (sr) Lukić, Vera, Dečji frekvencijski rečnik [« Dictionnaire de la fréquence des mots dans le langage des enfants »], Belgrade, Prosveta, 1983
- (de) Matešić, Josip, « Rückläufiges Wörterbuch des Serbokroatischen » [« Dictionnaire inverse du serbo-croate »], vol. 1–4, Wiesbaden, Otto Harrassowitz, coll. Osteuropastudien der Hochschulen des Landes Hessen, Reihe V, Giessener Beiträge zur Slavistik, 1965-1967